# Specie di Salticidae (Q-Z)
Di seguito sono descritte tutte le specie della famiglia di ragni Salticidae il cui nome scientifico è compreso fra la lettera Q e la lettera Z, note al 13 luglio 2008.

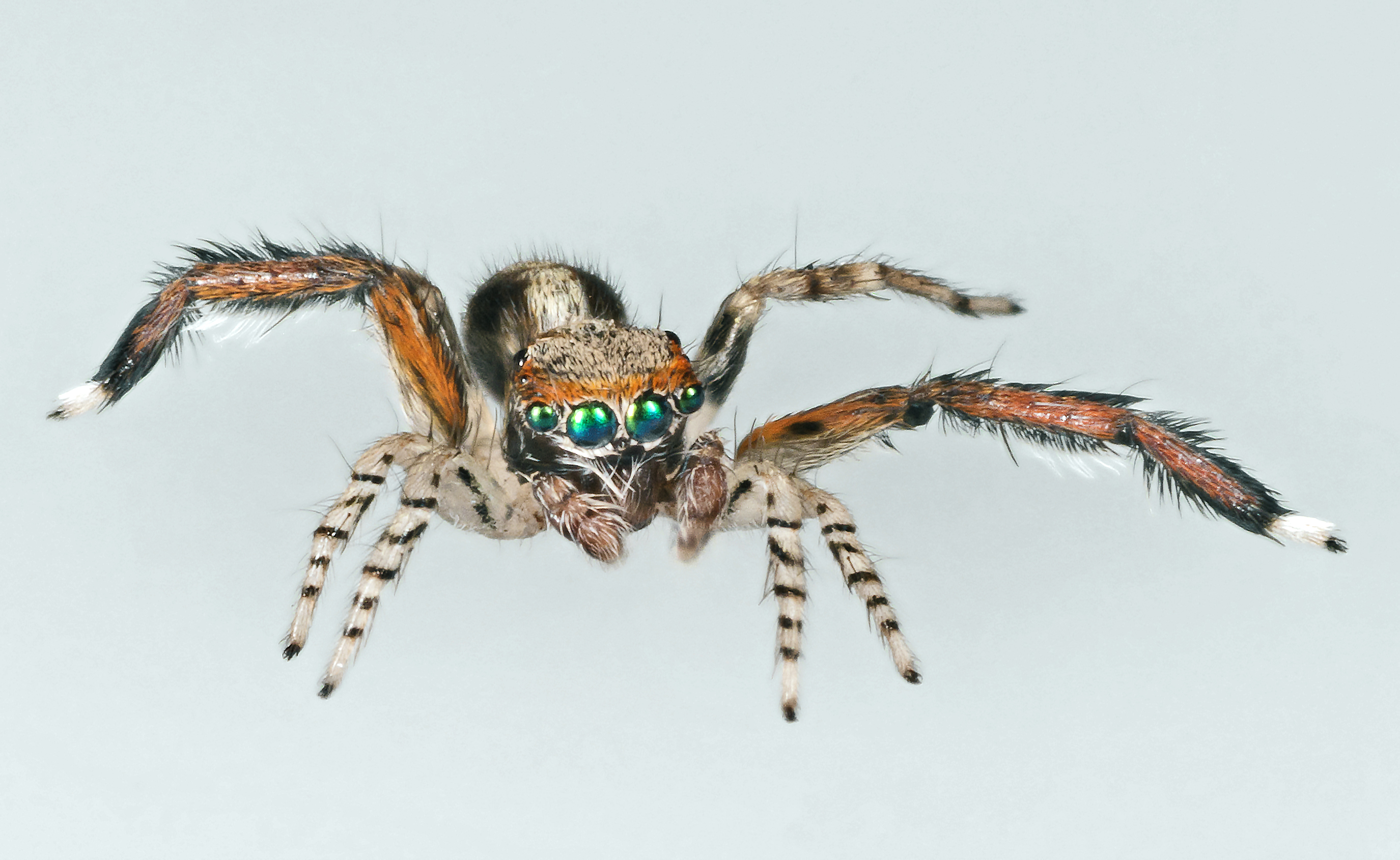
Saitis barbipes, maschio, vista frontale

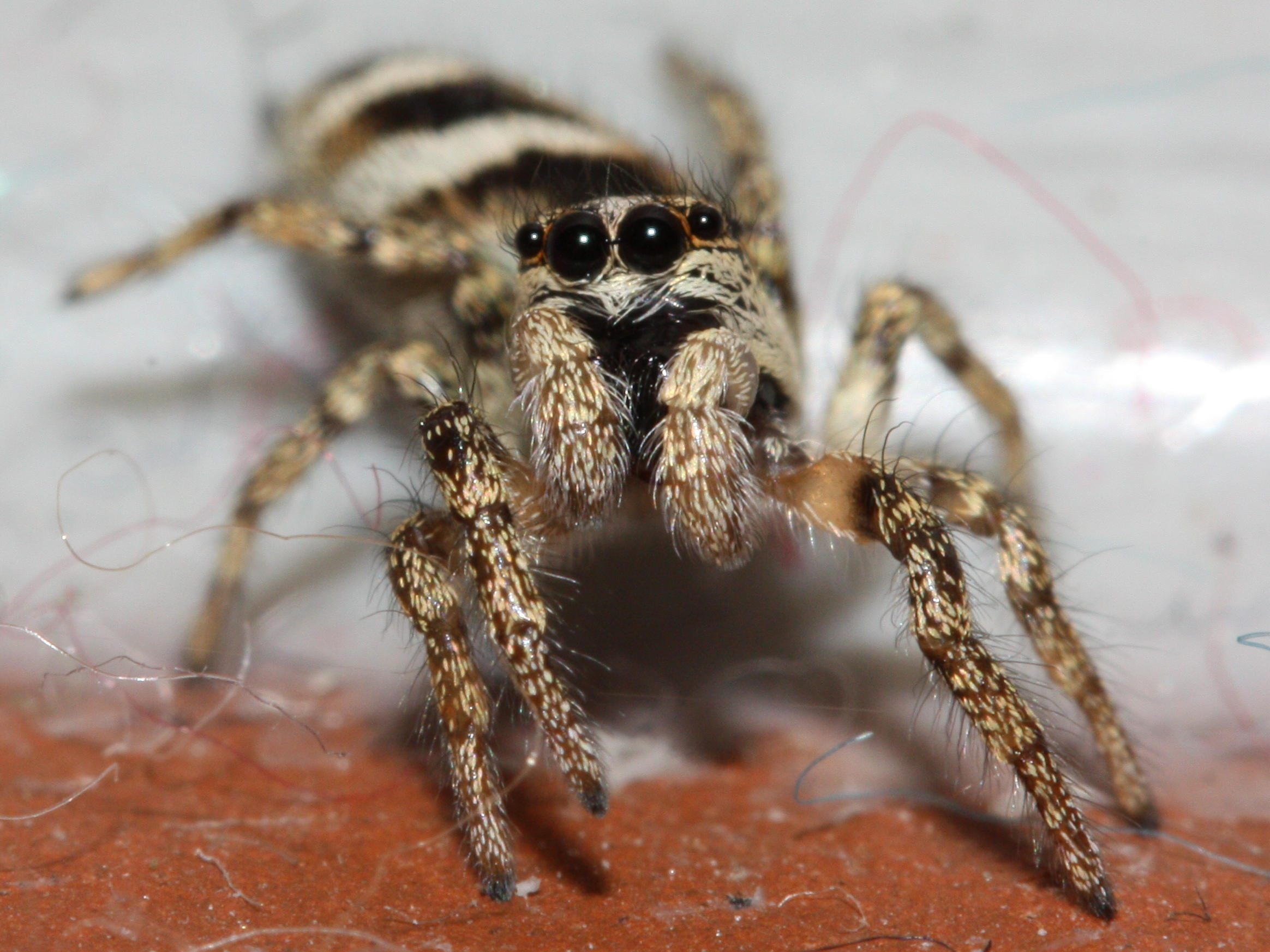
Salticus scenicus, primo piano

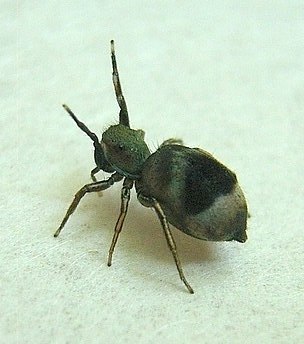
Siler cupreus

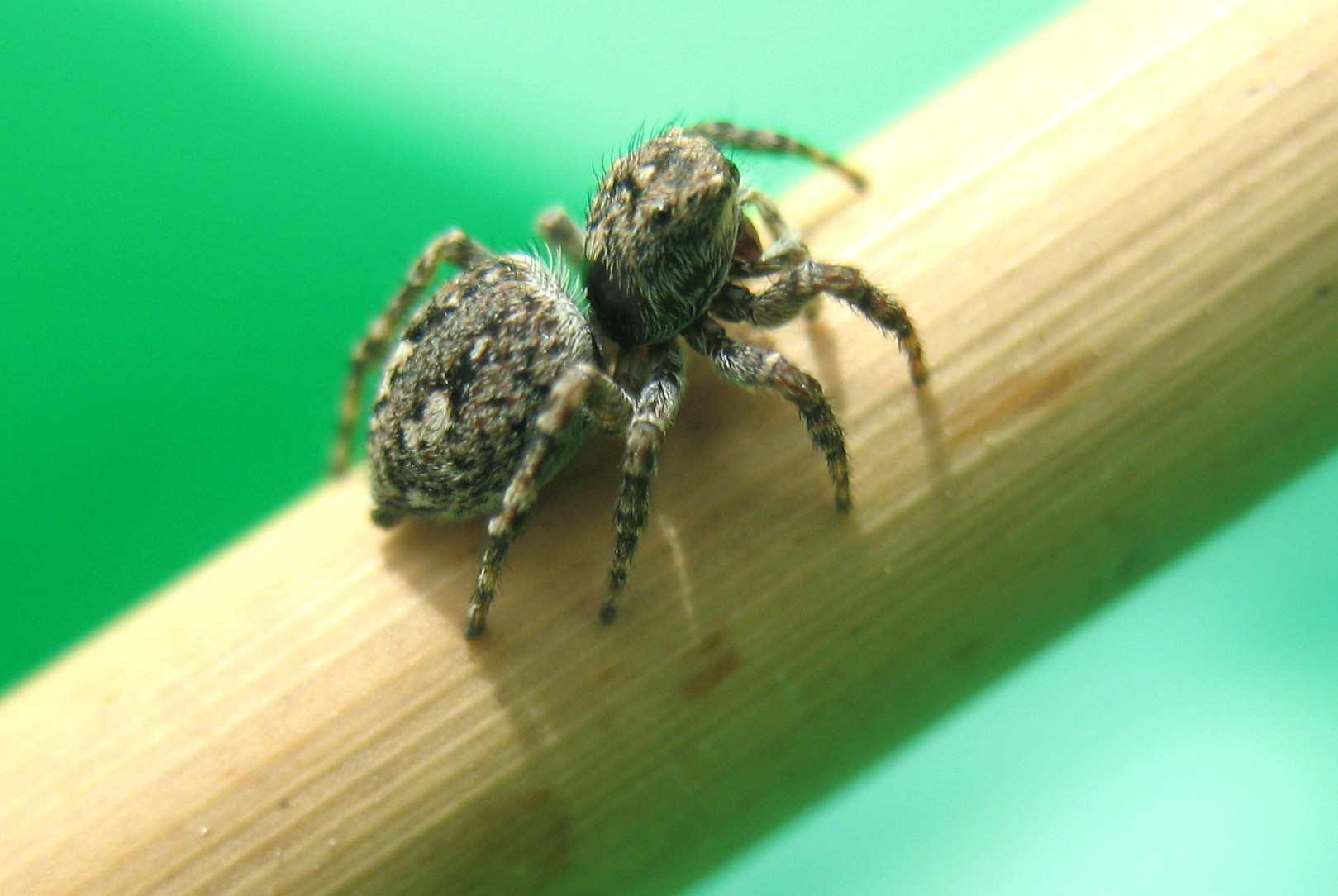
Sitticus pubescens

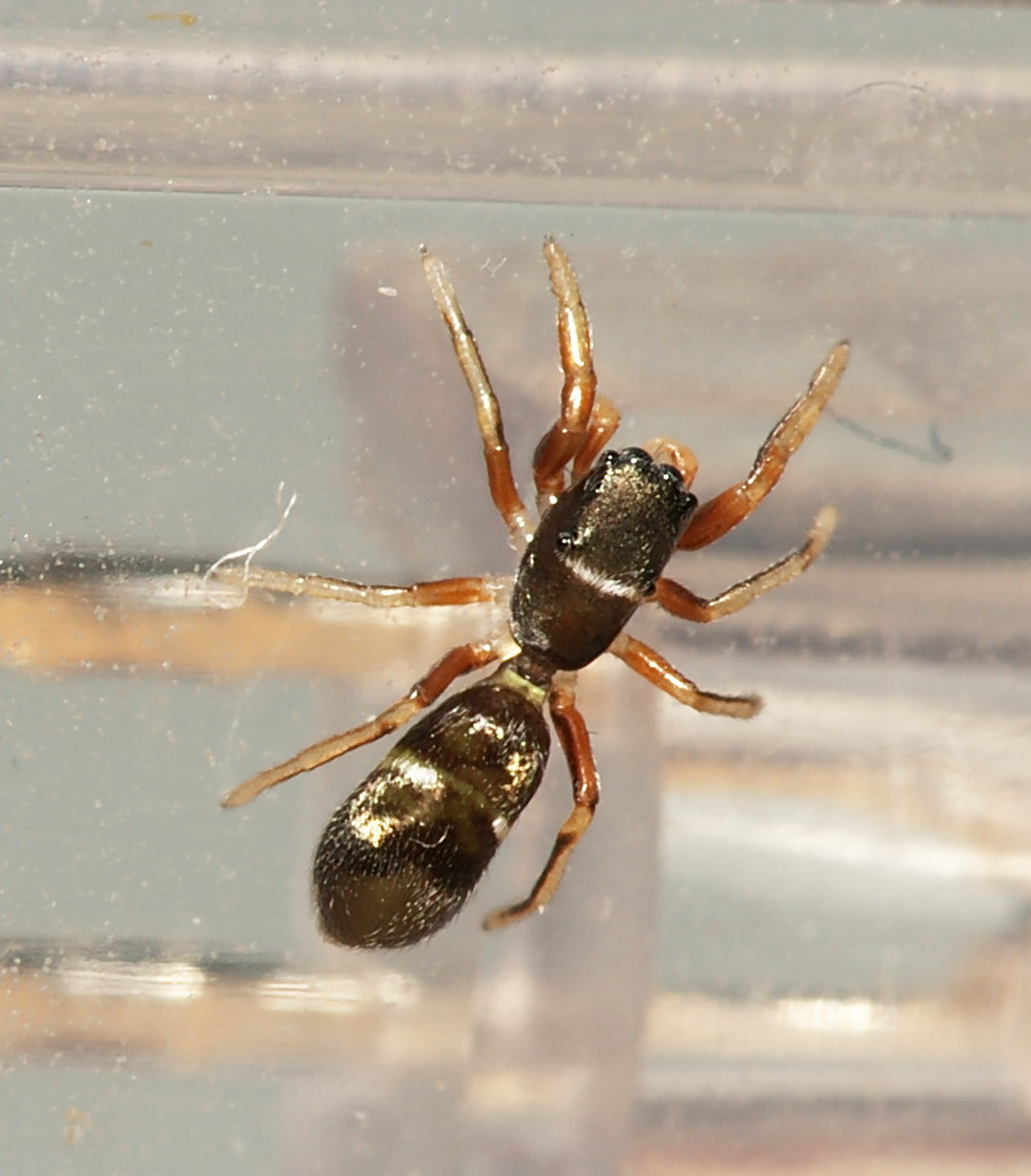
Synageles venator

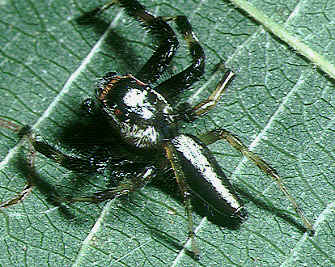
Telamonia vlijmi, maschio

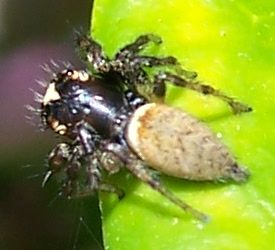
Thiodina hespera, maschio

## Rafalus
Rafalus Prószynski, 1999
- Rafalus arabicus Wesolowska & van Harten, 2010 — Emirati Arabi
- Rafalus christophori Prószynski, 1999[1] — Egitto, Israele
- Rafalus desertus Wesolowska & van Harten, 2010 — Emirati Arabi
- Rafalus feliksi Prószynski, 1999 — Egitto
- Rafalus insignipalpis Simon, 1882 — Yemen, Socotra
- Rafalus karskii Prószynski, 1999 — Israele
- Rafalus lymphus (Próchniewicz & Heciak, 1994) — Kenya, Tanzania, Etiopia, Yemen
- Rafalus minimus Wesolowska & van Harten, 2010 — Emirati Arabi
- Rafalus nigritibiis (Caporiacco, 1941) — Etiopia
- Rafalus variegatus (Kroneberg, 1875) — Asia centrale
- Rafalus wittmeri (Prószynski, 1978) — Bhutan

## Rarahu
Rarahu Berland, 1929
- Rarahu nitida Berland, 1929[1]  — Isole Samoa

## Rhene
Rhene Thorell, 1869
- Rhene albigera (C. L. Koch, 1846) — dall'India alla Corea, Sumatra
- Rhene atrata (Karsch, 1881) — Russia, Cina, Corea, Taiwan, Giappone
- Rhene banksi Peckham & Peckham, 1902 — Sudafrica
- Rhene biembolusa Song & Chai, 1991 — Cina
- Rhene biguttata Peckham & Peckham, 1903 — Sudafrica
- Rhene brevipes (Thorell, 1891) — Sumatra
- Rhene bufo (Doleschall, 1859) — dalla Birmania a Sumatra
- Rhene callida Peckham & Peckham, 1895 — India
- Rhene callosa (Peckham & Peckham, 1895) — India
- Rhene cancer Wesolowska & Cumming, 2008 — Zimbabwe
- Rhene candida Fox, 1937 — Cina
- Rhene capensis Strand, 1909 — Sudafrica
- Rhene cooperi Lessert, 1925 — Sudafrica
- Rhene curta Wesolowska & Tomasiewicz, 2008 — Etiopia
- Rhene daitarensis Prószynski, 1992 — India
- Rhene danieli Tikader, 1973 — India
- Rhene darjeelingiana Prószynski, 1992 — India
- Rhene decorata Tikader, 1977 — India
- Rhene deplanata (Karsch, 1880) — Filippine
- Rhene digitata Peng & Li, 2008 — Cina
- Rhene facilis Wesolowska & Russell-Smith, 2000 — Tanzania
- Rhene flavicomans Simon, 1902 — India, Bhutan, Sri Lanka
- Rhene flavigera (C. L. Koch, 1846)[1] — Cina, dal Vietnam a Sumatra
- Rhene foai Simon, 1902 — Sudafrica
- Rhene formosa Christine Rollard & Wesolowska, 2002 — Guinea
- Rhene habahumpa Barrion & Litsinger, 1995 — Filippine
- Rhene haldanei Gajbe, 2004 — India
- Rhene hinlalakea Barrion & Litsinger, 1995 — Filippine
- Rhene hirsuta (Thorell, 1877) — Celebes
- Rhene indica Tikader, 1973 — India, Isole Andamane, Cina
- Rhene ipis Fox, 1937 — Cina
- Rhene jelskii (Taczanowski, 1871) — Perù, Guyana
- Rhene khandalaensis Tikader, 1977 — India
- Rhene konradi Wesolowska, 2009 — Sudafrica
- Rhene lesserti Berland & Millot, 1941 — Senegal
- Rhene leucomelas (Thorell, 1891) — Filippine
- Rhene machadoi Berland & Millot, 1941 — Guinea
- Rhene margarops (Thorell, 1877) — Celebes
- Rhene modesta Caporiacco, 1941 — Etiopia
- Rhene mordax (Thorell, 1890) — Giava
- Rhene mus (Simon, 1889) — India
- Rhene myunghwani Kim, 1996 — Corea
- Rhene nigrita (C. L. Koch, 1846) — Indonesia
- Rhene obscura Wesolowska & van Harten, 2007 — Yemen
- Rhene pantharae Biswas & Biswas, 1992 — India
- Rhene parvula Caporiacco, 1939 — Etiopia
- Rhene phuntsholingensis Jastrzebski, 1997 — Bhutan, Nepal
- Rhene pinguis Wesolowska & Haddad, 2009 — Sudafrica
- Rhene plana (Schenkel, 1936) — Cina
- Rhene rubrigera (Thorell, 1887) — dall'India alla Cina, Sumatra, Hawaii
- Rhene saeva (Giebel, 1863) — Giava
- Rhene sanghrakshiti Gajbe, 2004 — India
- Rhene setipes Zabka, 1985 — Cina, Vietnam, Isole Ryukyu
- Rhene spuridens Strand, 1907 — Giava
- Rhene sulfurea (Simon, 1886) — Senegal
- Rhene triapophyses Peng, 1995 — Cina

## Rhetenor
Rhetenor Simon, 1902
- Rhetenor diversipes Simon, 1902[1] — Brasile
- Rhetenor texanus Gertsch, 1936 — USA

## Rhombonotus
Rhombonotus L. Koch, 1879

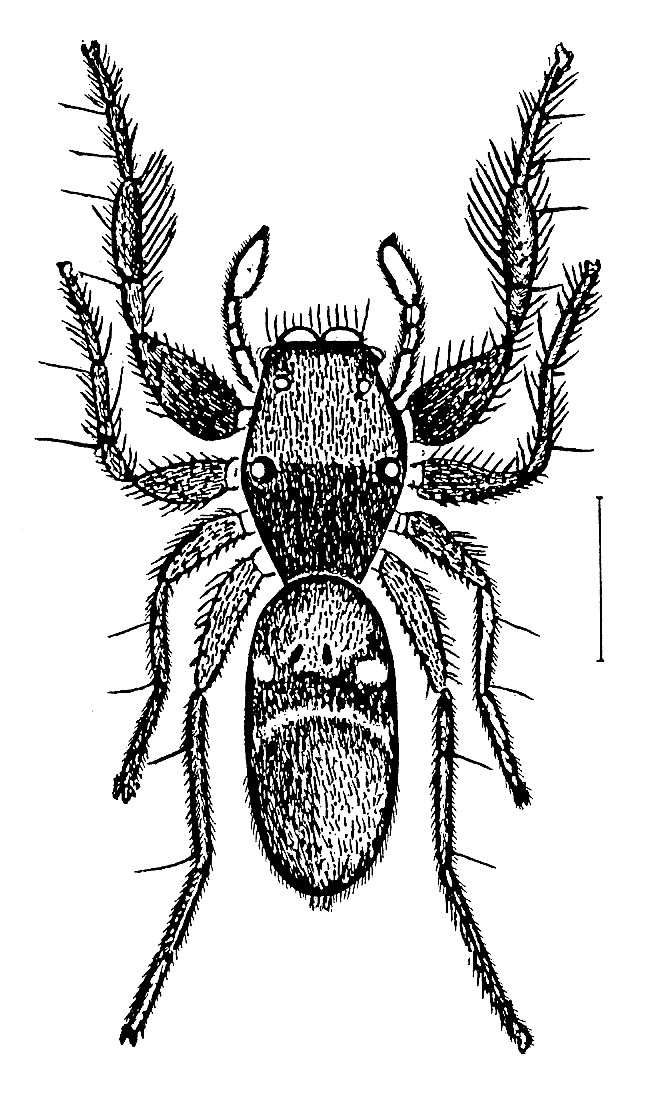
Rhombonotus gracilis

- Rhombonotus gracilis L. Koch, 1879[1] — Queensland

## Rhondes
Rhondes Simon, 1901
- Rhondes neocaledonicus (Simon, 1889)[1] - Nuova Caledonia

## Rhyphelia
Rhyphelia Simon, 1902
- Rhyphelia variegata Simon, 1902[1] — Venezuela, Brasile

## Rishaschia
Rishaschia Makhan, 2006
- Rishaschia amrishi Makhan, 2006[1] — Suriname

## Rogmocrypta
Rogmocrypta Simon, 1900
- Rogmocrypta elegans (Simon, 1885)[1]  — Nuova Caledonia
- Rogmocrypta nigella Simon, 1900 — Filippine
- Rogmocrypta puta Simon, 1900 — Singapore

## Romitia
Romitia Caporiacco, 1947
- Romitia albipalpis (Taczanowski, 1878) — Perù, Ecuador, Bolivia
- Romitia andina (Taczanowski, 1878) — Perù
- Romitia bahiensis (Galiano, 1995) — Brasile
- Romitia colombiana (Galiano, 1995) — Panama, Colombia
- Romitia juquiaensis (Galiano, 1995) — Brasile
- Romitia ministerialis (C. L. Koch, 1846) — Panama, Colombia, Venezuela
- Romitia misionensis (Galiano, 1995) — Paraguay, Argentina
- Romitia nigra Caporiacco, 1947[1] — Guyana
- Romitia patellaris (Galiano, 1995) — Bolivia, Brasile

## Rudra
Rudra Peckham & Peckham, 1885
- Rudra brescoviti Braul & Lise, 1999 — Brasile
- Rudra dagostinae Braul & Lise, 1999 — Brasile
- Rudra geniculata Peckham & Peckham, 1885[1] — Guatemala, Panama
- Rudra humilis Mello-Leitão, 1945 — Argentina, Brasile
- Rudra minensis Galiano, 1984 — Brasile
- Rudra multispina Caporiacco, 1947 — Guyana
- Rudra oriximina Galiano, 1984 — Brasile
- Rudra polita Peckham & Peckham, 1894 — Guatemala
- Rudra tenera Peckham & Peckham, 1894 — Brasile
- Rudra wagae (Taczanowski, 1872) — Guyana francese

## Saaristattus
Saaristattus Logunov & Azarkina, 2008
- Saaristattus tropicus Logunov & Azarkina, 2008[1] - Malaysia

## Sadies
Sadies Wanless, 1984
- Sadies castanea Ledoux, 2007 — Isola Réunion
- Sadies fulgida Wanless, 1984[1]  — Isole Seychelles
- Sadies gibbosa Wanless, 1984 — Isole Seychelles
- Sadies seychellensis Wanless, 1984 — Isole Seychelles
- Sadies trifasciata Wanless, 1984 — Isole Seychelles

## Saitidops
Saitidops Simon, 1901
- Saitidops albopatellus Bryant, 1950 — Giamaica
- Saitidops clathratus Simon, 1901[1] — Venezuela

## Saitis
Saitis Simon, 1876

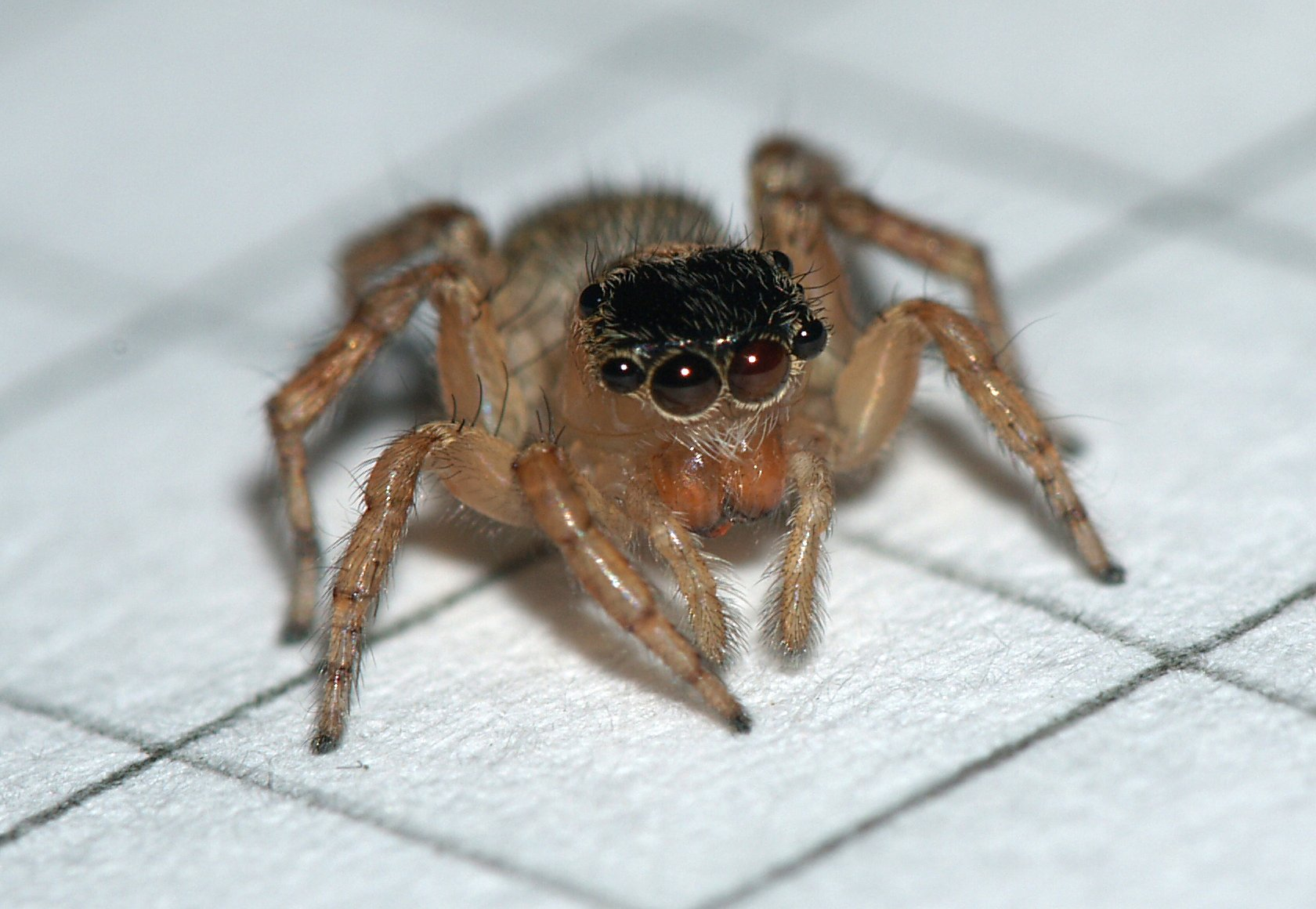
Saitis barbipes, femmina, vista frontale

- Saitis annae Cockerell, 1894 — Giamaica
- Saitis aranukanus Roewer, 1944 — Isole Gilbert
- Saitis ariadneae Logunov, 2001 — Creta
- Saitis auberti Berland, 1938 — Nuove Ebridi
- Saitis barbipes (Simon, 1868)[1] — Mediterraneo, Europa centrale (introdotto?)
- Saitis berlandi Roewer, 1951 — Nuove Ebridi
- Saitis breviusculus Simon, 1901 — Gabon
- Saitis catulus Simon, 1901 — Venezuela
- Saitis chaperi Simon, 1885 — India, Sri Lanka

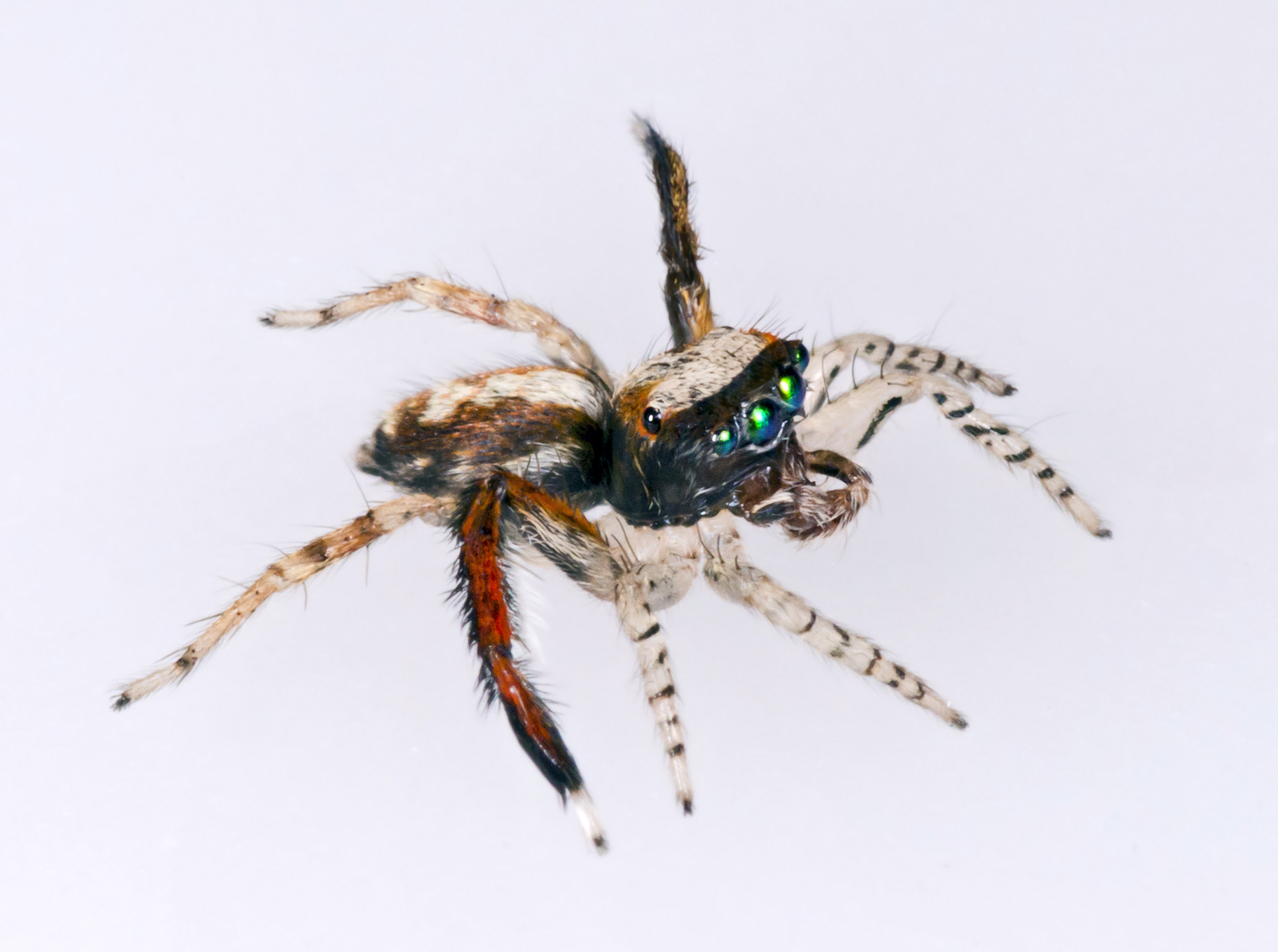
Saitis barbipes, maschio, vista laterale

- Saitis cupidon (Simon, 1885) — Nuova Caledonia
- Saitis cyanipes Simon, 1901 — Brasile
- Saitis graecus Kulczyński, 1905 — Grecia
- Saitis imitatus (Simon, 1868) — Croazia, Montenegro
- Saitis insectus (Hogg, 1896) — Australia centrale
- Saitis insulanus Rainbow, 1920 — Isola Lord Howe
- Saitis lacustris Hickman, 1944 — Australia centrale
- Saitis latifrons Caporiacco, 1928 — Libia
- Saitis leighi Peckham & Peckham, 1903 — Sudafrica
- Saitis magniceps (Keyserling, 1882) — Queensland
- Saitis magnus Caporiacco, 1947 — Etiopia
- Saitis marcusi Soares & Camargo, 1948 — Brasile
- Saitis mundus Peckham & Peckham, 1903 — Africa orientale e meridionale

- Saitis nanus Soares & Camargo, 1948 — Brasile

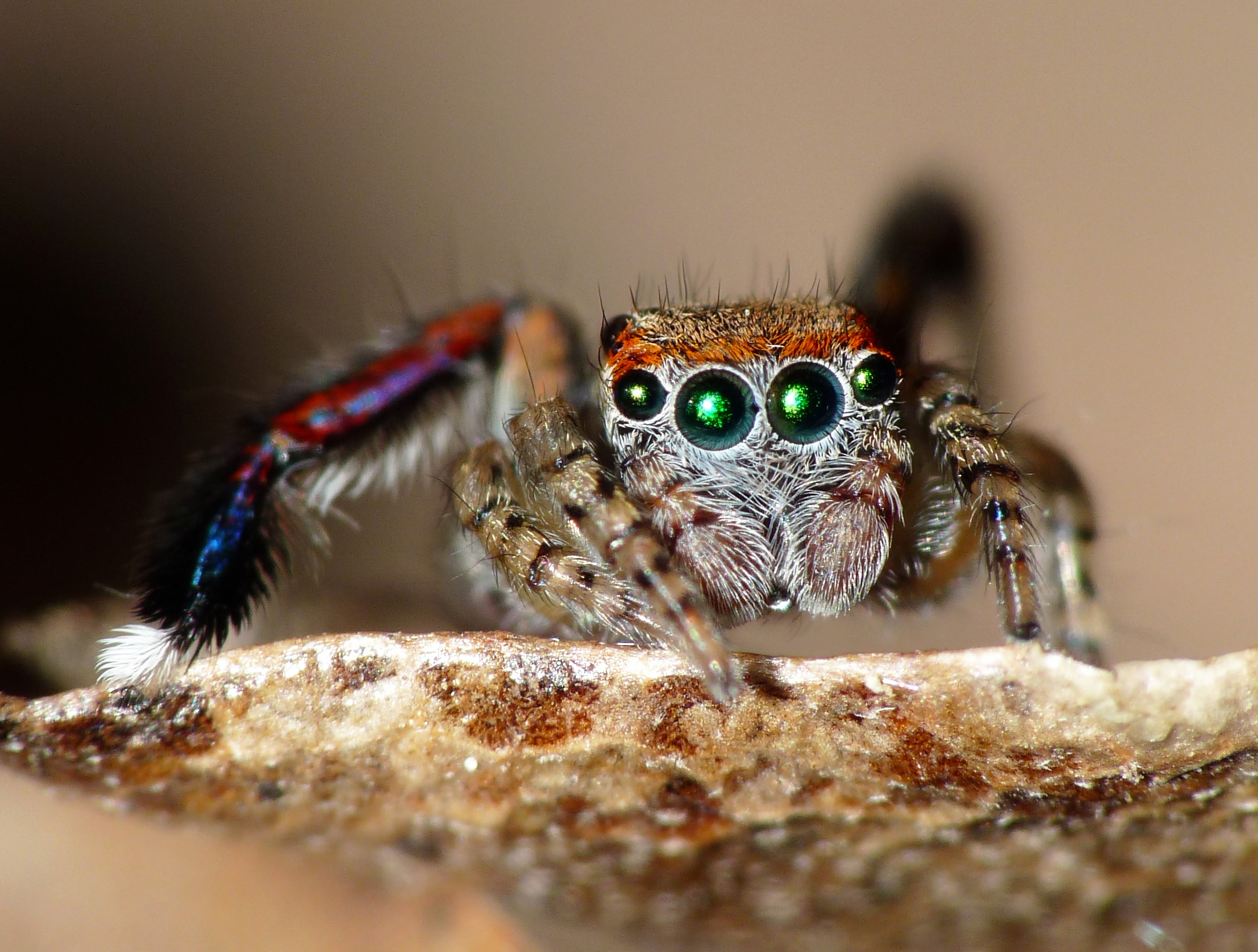
Saitis barbipes, maschio, pattern oculare

- Saitis perplexides (Strand, 1908) — Giamaica
- Saitis relucens (Thorell, 1877) — Celebes
- Saitis sengleti (Metzner, 1999) — Grecia, Creta
- Saitis signatus (Keyserling, 1883) — località sconosciuta
- Saitis speciosus (O. P.-Cambridge, 1874) — Nuovo Galles del Sud
- Saitis spinosus (Mello-Leitão, 1945) — Argentina
- Saitis splendidus (Walckenaer, 1837) — Timor (Indonesia)
- Saitis taeniatus Keyserling, 1883 — Australia
- Saitis tauricus Kulczynski, 1905 — Bulgaria, Grecia, Macedonia, Turchia, Ucraina
- Saitis variegatus Mello-Leitão, 1941 — Argentina

## Saitissus
Saitissus Roewer, 1938
- Saitissus squamosus Roewer, 1938[1] — Nuova Guinea

## Salpesia
Salpesia Simon, 1901
- Salpesia bicolor (Keyserling, 1883) — Queensland
- Salpesia bimaculata (Keyserling, 1883) — Nuovo Galles del Sud
- Salpesia soricina Simon, 1901[1] — Isole Seychelles
- Salpesia squalida (Keyserling, 1883) — Queensland, Nuovo Galles del Sud
- Salpesia villosa (Keyserling, 1883) — Australia

## Salticus
Salticus Latreille, 1804

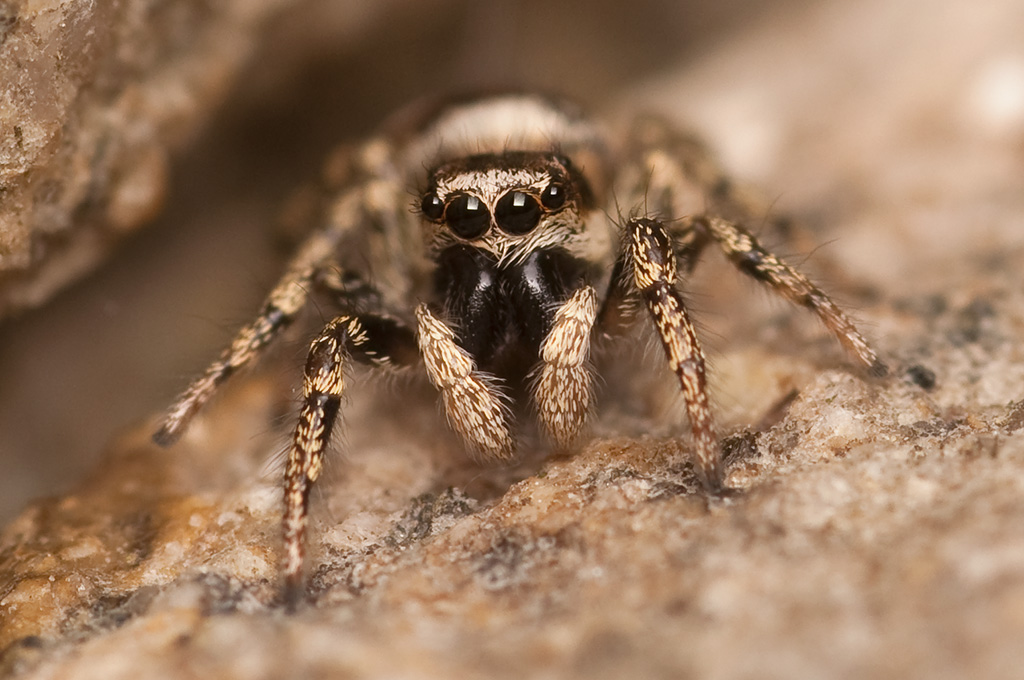
Salticus scenicus

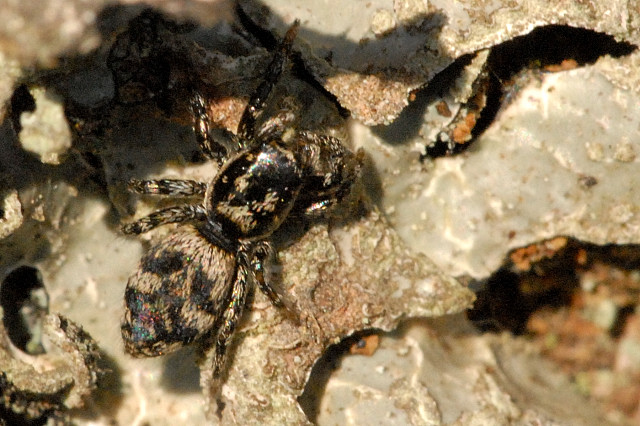
Salticus cingulatus

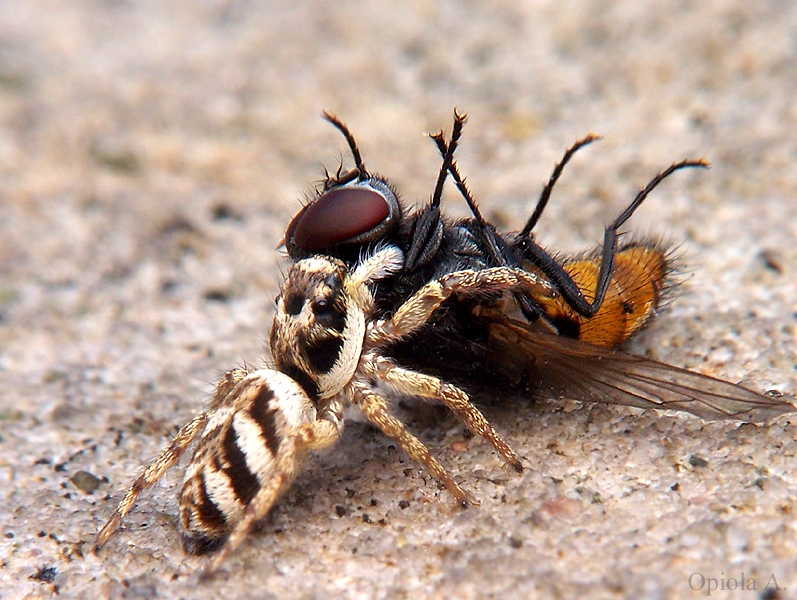
Salticus scenicus preda un moscone

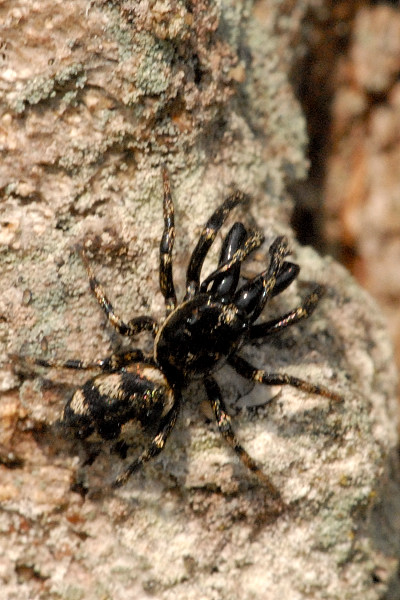
Salticus zebraneus

1. Salticus afghanicus Logunov & Zamanpoore, 2005 — Afghanistan
2. Salticus aiderensis Logunov & Rakov, 1998 — Turkmenistan
3. Salticus alegranzaensis Wunderlich, 1995 — Isole Canarie
4. Salticus annulatus (Giebel, 1870) — Sudafrica
5. Salticus austinensis Gertsch, 1936 — USA, Messico, America centrale
6. Salticus beneficus (O. P.-Cambridge, 1885) — Yarkand (Cina)
7. Salticus bonaerensis Holmberg, 1876 — Argentina
8. Salticus brasiliensis Lucas, 1833 — Brasile
9. Salticus canariensis Wunderlich, 1987 — Isole Canarie
10. Salticus cingulatus (Panzer, 1797) — Regione paleartica
11. Salticus confusus Lucas, 1846 — Spagna, Corsica, Bulgaria, Algeria
12. Salticus conjonctus (Simon, 1868) — Francia, Italia
13. Salticus coronatus (Cambou?, 1887) — Madagascar
14. Salticus devotus (O. P.-Cambridge, 1885) — Yarkand (Cina)
15. Salticus dzhungaricus Logunov, 1992 — Kazakistan, Turkmenistan
16. Salticus falcarius (Hentz, 1846) — USA
17. Salticus flavicruris (Rainbow, 1897) — Nuovo Galles del Sud
18. Salticus gomerensis Wunderlich, 1987 — Isole Canarie
19. Salticus insperatus Logunov, 2009 — Iran
20. Salticus iteacus Metzner, 1999 — Grecia
21. Salticus jugularis Simon, 1900 — Queensland
22. Salticus kraali (Thorell, 1878) — Ambon (Arcipelago delle Molucche)
23. Salticus latidentatus Roewer, 1951 — Russia, Mongolia, Cina
24. Salticus major (Simon, 1868) — Portogallo, Spagna, Francia
25. Salticus mandibularis (Simon, 1868) — Grecia
26. Salticus marenzelleri Nosek, 1905 — Turchia
27. Salticus meticulosus Lucas, 1846 — Algeria
28. Salticus modicus (Simon, 1875) — Francia
29. Salticus mutabilis Lucas, 1846 — Europa, Isole Azzorre, Georgia, Argentina
30. Salticus noordami Metzner, 1999 — Grecia
31. Salticus olivaceus (L. Koch, 1867) — dalla Spagna ad Israele
32. Salticus palpalis (Banks, 1904) — USA, Messico
33. Salticus paludivagus Lucas, 1846 — Algeria
34. Salticus peckhamae (Cockerell, 1897) — USA
35. Salticus perogaster (Thorell, 1881) — Isola di Yule (Papua-Nuova Guinea)
36. Salticus propinquus Lucas, 1846 — Mediterraneo
37. Salticus proszynskii Logunov, 1992 — Kirghizistan
38. Salticus quagga Miller, 1971 — Ungheria, Slovacchia
39. Salticus ravus (Bösenberg, 1895) — Isole Canarie
40. Salticus scenicus (Clerck, 1757)[1] — Regione olartica
41. Salticus scitulus (Simon, 1868) — Corsica, Sicilia
42. Salticus tricinctus (C. L. Koch, 1846) — da Israele all' Asia centrale
43. Salticus truncatus Simon, 1937 — Francia
44. Salticus turkmenicus Logunov & Rakov, 1998 — Turkmenistan
45. Salticus unciger (Simon, 1868) — Europa meridionale
46. Salticus unicolor (Simon, 1868) — Isola di Corfù
47. Salticus unispinus (Franganillo, 1910) — Portogallo
48. Salticus zebraneus (C. L. Koch, 1837) — Regione paleartica

### Sinonimie
- Salticus amitaii Prószynski, 2000;[3].

## Sandalodes
Sandalodes Keyserling, 1883

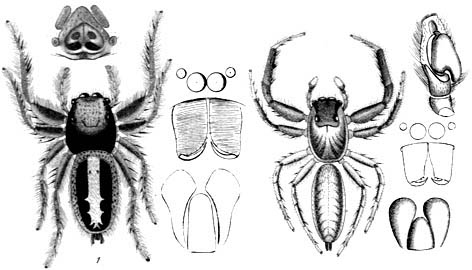
Sandalodes superbus, disegni anatomici

- Sandalodes albovittatus (Keyserling, 1883) — Queensland
- Sandalodes bernsteini (Thorell, 1881) — Nuova Guinea
- Sandalodes bipenicillatus (Keyserling, 1882)[1] — Queensland, Nuovo Galles del Sud
- Sandalodes celebensis Merian, 1911 — Celebes
- Sandalodes joannae Zabka, 2000 — Australia occidentale
- Sandalodes minahassae Merian, 1911 — Celebes
- Sandalodes pumicatus (Thorell, 1881) — Nuova Guinea
- Sandalodes scopifer (Karsch, 1878) — Nuova Guinea, Australia
- Sandalodes superbus (Karsch, 1878) — Nuova Guinea, Australia

## Saraina
Saraina Wanless & Clark, 1975
- Saraina deltshevi Azarkina, 2009 — Congo
- Saraina kindamba Azarkina, 2009 — Congo
- Saraina rubrofasciata Wanless & Clark, 1975[1] — Costa d'Avorio, Camerun, Nigeria

## Sarinda
Sarinda Peckham & Peckham, 1892
- Sarinda armata (Peckham & Peckham, 1892) — da Panama al Perù
- Sarinda atrata (Taczanowski, 1871) — Guyana francese
- Sarinda capibarae Galiano, 1967 — Brasile
- Sarinda cayennensis (Taczanowski, 1871) — Brasile, Guyana francese
- Sarinda chacoensis Galiano, 1996 — Argentina
- Sarinda cutleri (Richman, 1965) — USA
- Sarinda exilis (Mello-Leitão, 1943) — Brasile
- Sarinda glabra Franganillo, 1930 — Cuba
- Sarinda hentzi (Banks, 1913) — USA
- Sarinda imitans Galiano, 1965 — Argentina
- Sarinda longula (Taczanowski, 1871) — Guyana francese
- Sarinda marcosi Piza, 1937 — Brasile, Argentina
- Sarinda nigra Peckham & Peckham, 1892[1] — Nicaragua, Brasile, Guyana, Argentina
- Sarinda panamae Galiano, 1965 — Panama
- Sarinda pretiosa Banks, 1909 — Costa Rica
- Sarinda ruficeps (Simon, 1901) — Colombia
- Sarinda silvatica Chickering, 1946 — Panama

## Sarindoides
Sarindoides Mello-Leitão, 1922
- Sarindoides violaceus Mello-Leitão, 1922[1] — Brasile

## Sassacus
Sassacus Peckham & Peckham, 1895

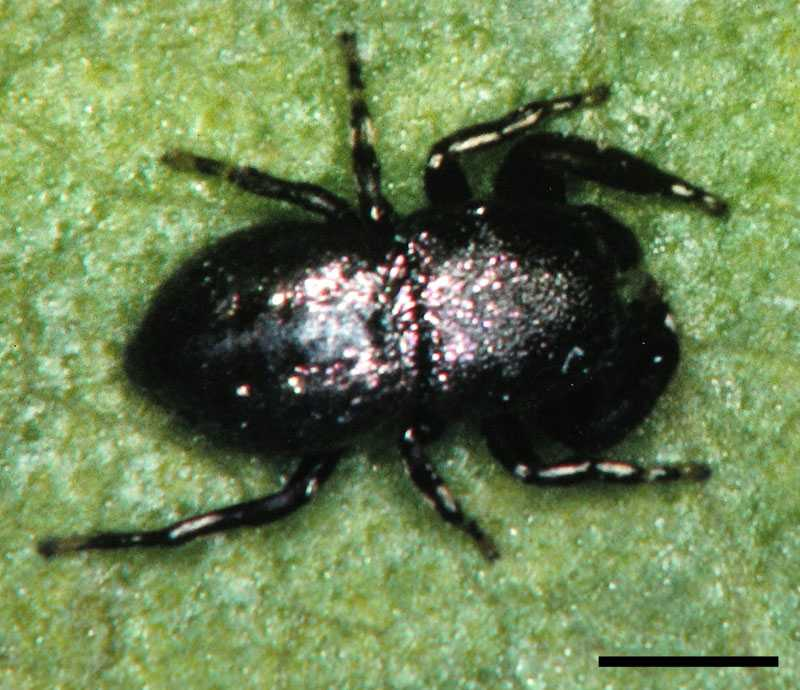
Sassacus cyaneus, femmina

- Sassacus alboguttatus (F. O. P.-Cambridge, 1901) — Messico
- Sassacus arcuatus Simon, 1901 — Brasile
- Sassacus aurantiacus Simon, 1901 — Brasile
- Sassacus aztecus Richman, 2008 — Messico
- Sassacus barbipes (Peckham & Peckham, 1888) — dal Messico alla Costa Rica
- Sassacus biaccentuatus Simon, 1901 — Paraguay
- Sassacus cyaneus (Hentz, 1846) — USA
- Sassacus dissimilis Mello-Leitão, 1941 — Argentina
- Sassacus flavicinctus Crane, 1949 — Venezuela
- Sassacus glyphochelis Bauab, 1979 — Brasile
- Sassacus helenicus (Mello-Leitão, 1943) — Brasile

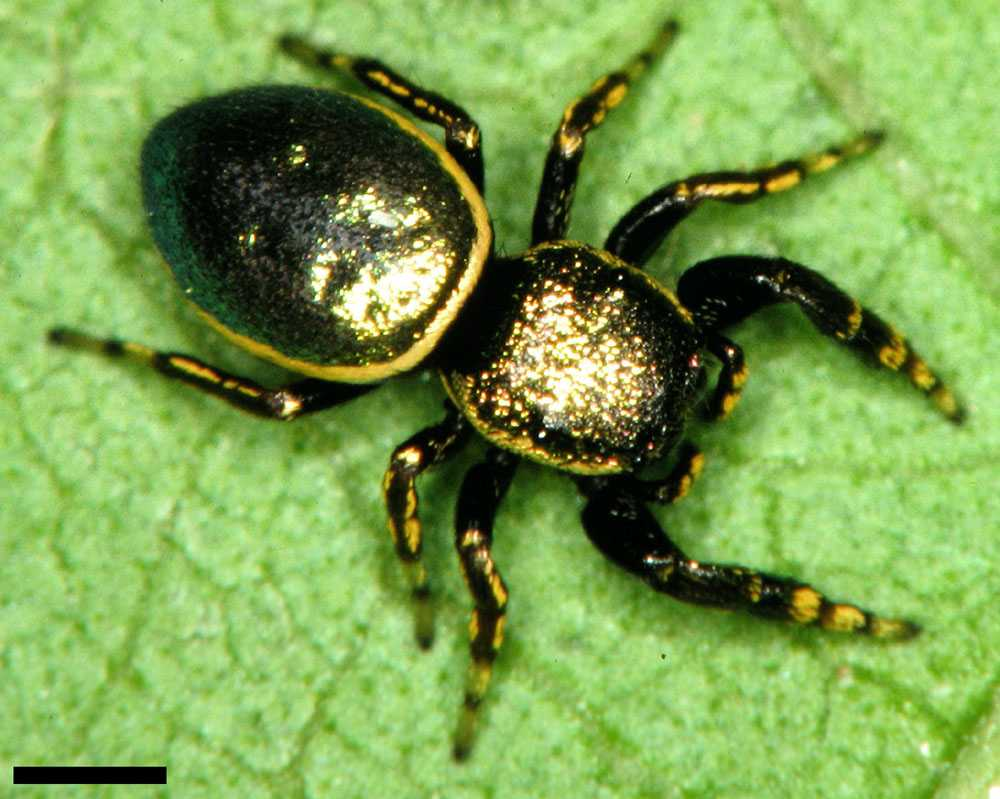
Sassacus papenhoei, femmina

- Sassacus leucomystax (Caporiacco, 1947)[4] — Guyana
- Sassacus lirios Richman, 2008 — dal Messico alla Costa Rica
- Sassacus ocellatus Crane, 1949 — Venezuela
- Sassacus paiutus (Gertsch, 1934) — USA, Messico
- Sassacus papenhoei Peckham & Peckham, 1895[1] — America settentrionale
- Sassacus resplendens Simon, 1901 — Venezuela
- Sassacus samalayucae Richman, 2008 — Messico
- Sassacus sexspinosus (Caporiacco, 1955) — Venezuela
- Sassacus trochilus Simon, 1901 — Brasile
- Sassacus vitis (Cockerell, 1894) — dal Canada a Panama

## Schenkelia
Schenkelia Lessert, 1927
- Schenkelia benoiti Wanless & Clark, 1975 — Costa d'Avorio
- Schenkelia gertschi Berland & Millot, 1941 — Guinea
- Schenkelia lesserti Berland & Millot, 1941 — Guinea
- Schenkelia modesta Lessert, 1927[1] — Congo, Tanzania

## Scopocira
Scopocira Simon, 1900
- Scopocira atypica Mello-Leitão, 1922 — Brasile
- Scopocira carinata Crane, 1945 — Guyana
- Scopocira dentichelis Simon, 1900[1]  — Venezuela
- Scopocira fuscimana (Mello-Leitão, 1941) — Brasile
- Scopocira histrio Simon, 1900 — Brasile, Argentina
- Scopocira melanops (Taczanowski, 1871) — Perù, Guyana
- Scopocira panamena Chamberlin & Ivie, 1936 — Panama
- Scopocira tenella Simon, 1900 — Brasile
- Scopocira vivida (Peckham & Peckham, 1901) — Brasile

## Scoturius
Scoturius Simon, 1901
- Scoturius tigris Simon, 1901[1] — Paraguay, Argentina

## Sebastira
Sebastira Simon, 1901
- Sebastira instrata Simon, 1901[1] — Venezuela
- Sebastira plana Chickering, 1946 — Panama

## Selimus
Selimus Peckham & Peckham, 1901
- Selimus venustus Peckham & Peckham, 1901[1] — Brasile

## Semiopyla
Semiopyla Simon, 1901
- Semiopyla cataphracta Simon, 1901[1]  — dal Messico all'Argentina
- Semiopyla triarmata Galiano, 1985 — Argentina
- Semiopyla viperina Galiano, 1985 — Paraguay, Argentina

## Semnolius
Semnolius Simon, 1902
- Semnolius albofasciatus Mello-Leitão, 1941 — Argentina
- Semnolius brunneus Mello-Leitão, 1945 — Argentina
- Semnolius chrysotrichus Simon, 1902[1] — Brasile

## Semora
Semora Peckham & Peckham, 1892
- Semora infranotata Mello-Leitão, 1945 — Argentina
- Semora langei Mello-Leitão, 1947 — Brasile
- Semora napaea Peckham & Peckham, 1892[1] — Brasile
- Semora trochilus Simon, 1901 — Venezuela

## Semorina
Semorina Simon, 1901
- Semorina brachychelyne Crane, 1949 — Venezuela
- Semorina iris Simon, 1901 — Venezuela
- Semorina lineata Mello-Leitão, 1945 — Argentina
- Semorina megachelyne Crane, 1949 — Venezuela
- Semorina seminuda Simon, 1901[1] — Venezuela

## Servaea
Servaea Simon, 1888

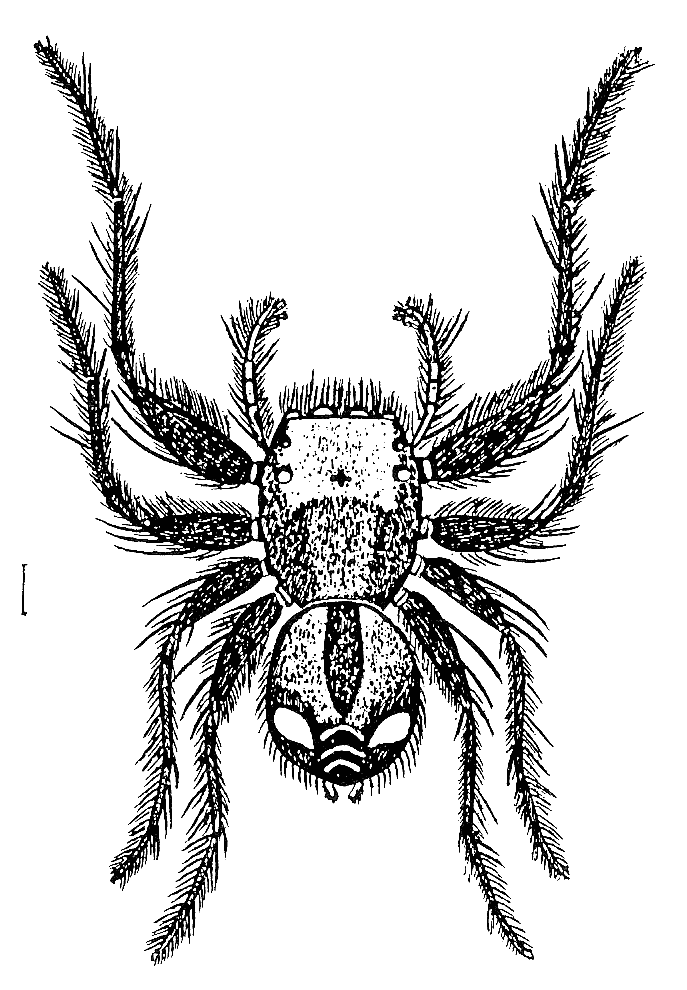
Servaea vestita, maschio

- Servaea incana (Karsch, 1878) — Nuovo Galles del Sud
- Servaea murina Simon, 1902 — Giava
- Servaea obscura Rainbow, 1915 — Australia meridionale
- Servaea spinibarbis Simon, 1909 — Australia occidentale
- Servaea vestita (L. Koch, 1879)[1] — Australia, Tasmania
- Servaea villosa (Keyserling, 1881) — Queensland

## Sibianor
Sibianor Logunov, 2001

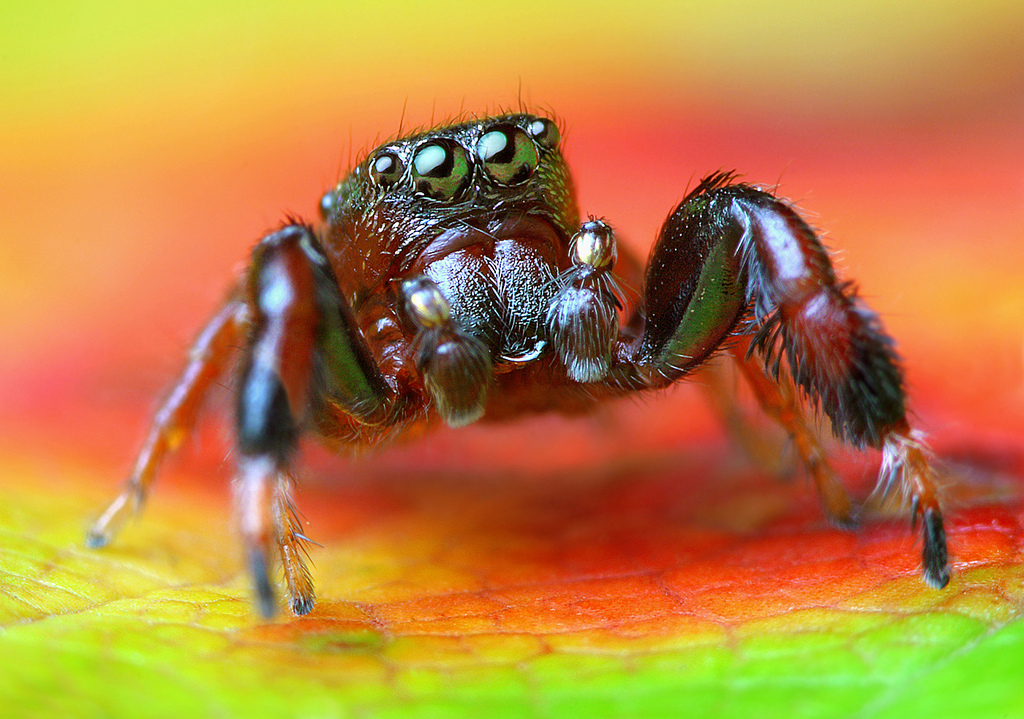
Sibianor larae, maschio

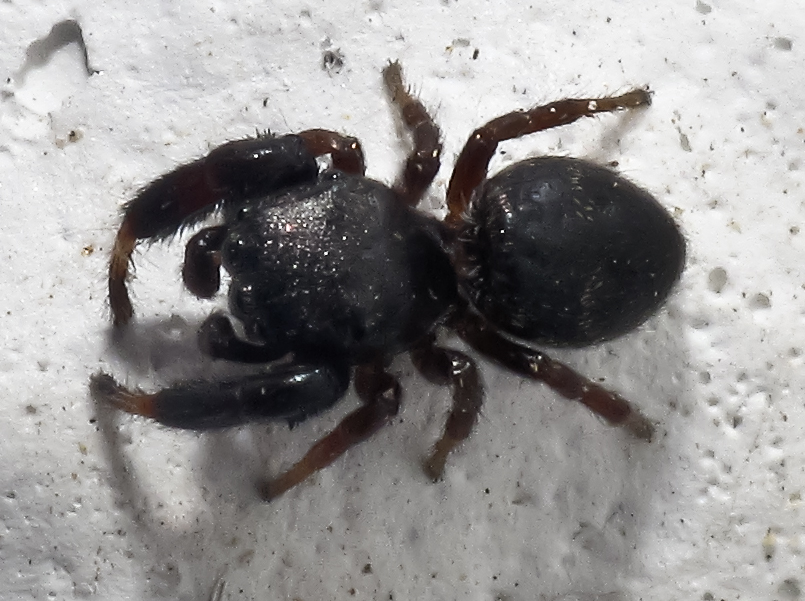
Sibianor sp.

- Sibianor aemulus (Gertsch, 1934) — USA, Canada, Russia
- Sibianor anansii Logunov, 2009 — Botswana
- Sibianor annae Logunov, 2001 — Cina
- Sibianor aurocinctus (Ohlert, 1865)[1] — Regione paleartica
- Sibianor japonicus (Logunov, Ikeda & Ono, 1997) — Russia, Giappone
- Sibianor kenyaensis Logunov, 2001 — Kenya
- Sibianor kochiensis (Bohdanowicz & Prószynski, 1987) — Giappone
- Sibianor larae Logunov, 2001 — Regione paleartica
- Sibianor latens (Logunov, 1991) — Russia, Cina
- Sibianor nigriculus (Logunov & Wesolowska, 1992) — Russia, Corea, Giappone
- Sibianor proszynski (Zhu & Song, 2001) — Cina
- Sibianor pullus (Bösenberg & Strand, 1906) — Russia, Cina, Corea, Giappone
- Sibianor tantulus (Simon, 1868) — Regione paleartica
- Sibianor turkestanicus Logunov, 2001 — Asia centrale
- Sibianor victoriae Logunov, 2001 — Kenya

## Sidusa
Sidusa Peckham & Peckham, 1895
- Sidusa angulitarsis Simon, 1902 — Brasile
- Sidusa carinata Kraus, 1955 — El Salvador
- Sidusa dominicana Petrunkevitch, 1914 — Dominica
- Sidusa femoralis Banks, 1909 — Costa Rica
- Sidusa gratiosa Peckham & Peckham, 1895[1] — Brasile
- Sidusa inconspicua Bryant, 1940 — Cuba
- Sidusa marmorea F. O. P.-Cambridge, 1901 — Costa Rica, Panama
- Sidusa mona Bryant, 1947 — Porto Rico
- Sidusa nigrina F. O. P.-Cambridge, 1901 — Messico
- Sidusa olivacea F. O. P.-Cambridge, 1901 — Guatemala
- Sidusa pallida F. O. P.-Cambridge, 1901 — Guatemala
- Sidusa pavida Bryant, 1942 — Isole Vergini
- Sidusa recondita Peckham & Peckham, 1896 — Guatemala, Panama
- Sidusa stoneri Bryant, 1923 — Antigua
- Sidusa tarsalis Banks, 1909 — Costa Rica
- Sidusa turquinensis Bryant, 1940 — Cuba
- Sidusa unica Kraus, 1955 — El Salvador

## Sigytes
Sigytes Simon, 1902

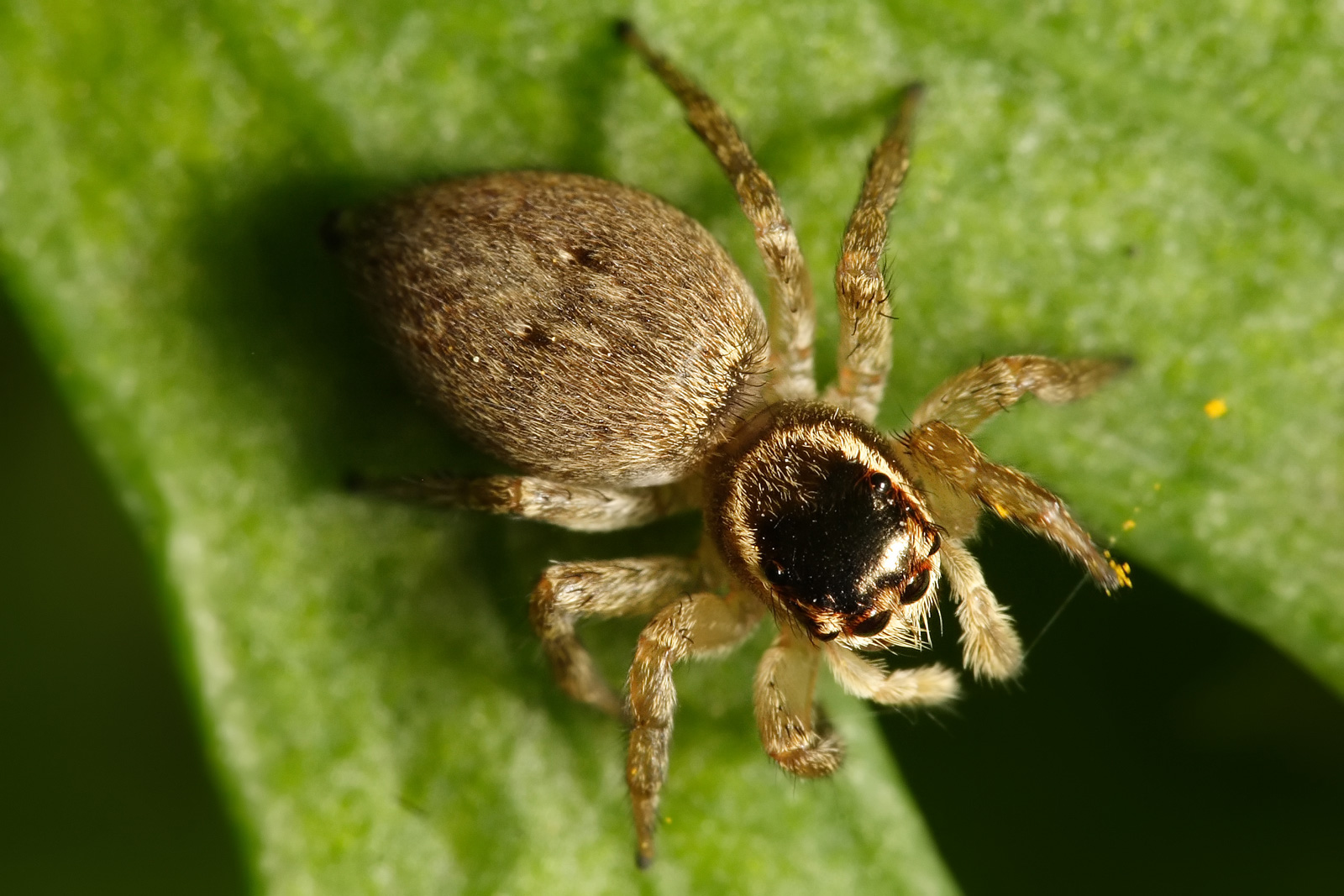
Sigytes sp.

- Sigytes albocinctus (Keyserling, 1881) — Queensland
- Sigytes diloris (Keyserling, 1881) — dal Queensland alle Isole Figi
- Sigytes paradisiacus Simon, 1902[1] — Sri Lanka

## Siler
Siler Simon, 1889

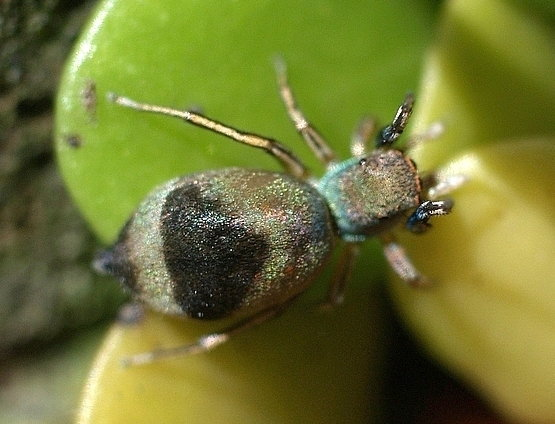
Siler cupreus

- Siler bielawskii Zabka, 1985 — Cina, Vietnam
- Siler collingwoodi (O. P.-Cambridge, 1871) — Cina
- Siler cupreus Simon, 1889[1] — Cina, Corea, Taiwan, Giappone
- Siler flavocinctus (Simon, 1901) — Singapore
- Siler hanoicus Prószynski, 1985 — Vietnam
- Siler pulcher Simon, 1901 — Malesia
- Siler semiglaucus (Simon, 1901) — dallo Sri Lanka alle Filippine
- Siler severus (Simon, 1901) — Cina

## Siloca
Siloca Simon, 1902
- Siloca bulbosa Tullgren, 1905 — Argentina
- Siloca campestrata Simon, 1902 — Brasile
- Siloca cubana Bryant, 1940 — Cuba
- Siloca electa Bryant, 1943 — Hispaniola
- Siloca minuta Bryant, 1940 — Cuba
- Siloca monae Petrunkevitch, 1930 — Porto Rico
- Siloca sanguiniceps Simon, 1902[1] — Brasile
- Siloca septentrionalis Caporiacco, 1954 — Guyana francese
- Siloca viaria (Peckham & Peckham, 1901) — Giamaica

## Simaetha
Simaetha Thorell, 1881
- Simaetha almadenensis Zabka, 1994 — Queensland, Nuovo Galles del Sud
- Simaetha atypica Zabka, 1994 — Territorio del Nord (Australia)
- Simaetha broomei Zabka, 1994 — Australia occidentale
- Simaetha castanea Lessert, 1927 — Congo
- Simaetha cingulata (Karsch, 1891) — Sri Lanka
- Simaetha colemani Zabka, 1994 — Queensland
- Simaetha damongpalaya Barrion & Litsinger, 1995 — Filippine
- Simaetha deelemanae Zhang, Song & Li, 2003 — Singapore
- Simaetha furiosa (Hogg, 1919) — Sumatra
- Simaetha gongi Peng, Gong & Kim, 2000 — Cina
- Simaetha knowlesi Zabka, 1994 — Nuova Guinea, Australia occidentale
- Simaetha laminata (Karsch, 1891) — Sri Lanka
- Simaetha makinanga Barrion & Litsinger, 1995 — Filippine
- Simaetha paetula (Keyserling, 1882) — Nuova Guinea, Australia occidentale, Queensland
- Simaetha papuana Zabka, 1994 — Nuova Guinea
- Simaetha reducta (Karsch, 1891) — Sri Lanka
- Simaetha robustior (Keyserling, 1882) — Nuova Guinea, Queensland
- Simaetha tenuidens (Keyserling, 1882) — Nuova Guinea, Queensland
- Simaetha tenuior (Keyserling, 1882) — Nuova Guinea, Australia occidentale, Queensland
- Simaetha thoracica Thorell, 1881[1] — Australia occidentale, Queensland

## Simaethula
Simaethula Simon, 1902
- Simaethula aurata (L. Koch, 1879) — Queensland
- Simaethula auronitens (L. Koch, 1879) — Queensland, Nuovo Galles del Sud
- Simaethula chalcops Simon, 1909 — Australia occidentale
- Simaethula janthina Simon, 1902[1] — Queensland
- Simaethula mutica Szombathy, 1915 — Australia
- Simaethula opulenta (L. Koch, 1879) — Queensland, Nuovo Galles del Sud
- Simaethula violacea (L. Koch, 1879) — Queensland

## Similaria
Similaria Prószynski, 1992
- Similaria enigmatica Prószynski, 1992[1] — India

## Simonurius
Simonurius Galiano, 1988
- Simonurius campestratus (Simon, 1901) — Venezuela
- Simonurius expers Galiano, 1988 — Argentina
- Simonurius gladifer (Simon, 1901)[1] — Argentina
- Simonurius quadratarius (Simon, 1901) — Venezuela

## Simprulla
Simprulla Simon, 1901
- Simprulla argentina Mello-Leitão, 1940 — Argentina
- Simprulla nigricolor Simon, 1901[1] — da Panama al Brasile

## Sitticus
Sitticus Simon, 1901

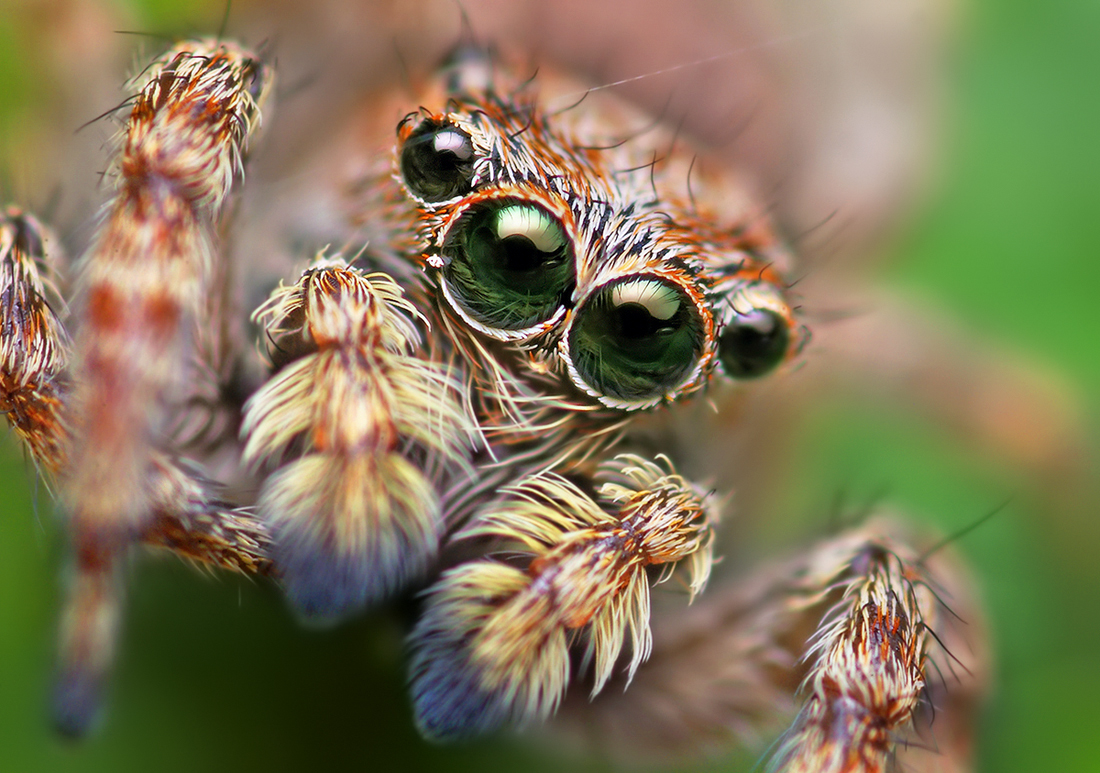
Sitticus fasciger, pattern oculare

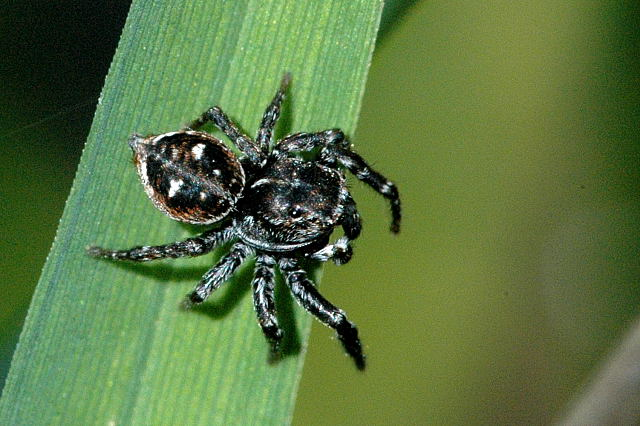
Sitticus floricola

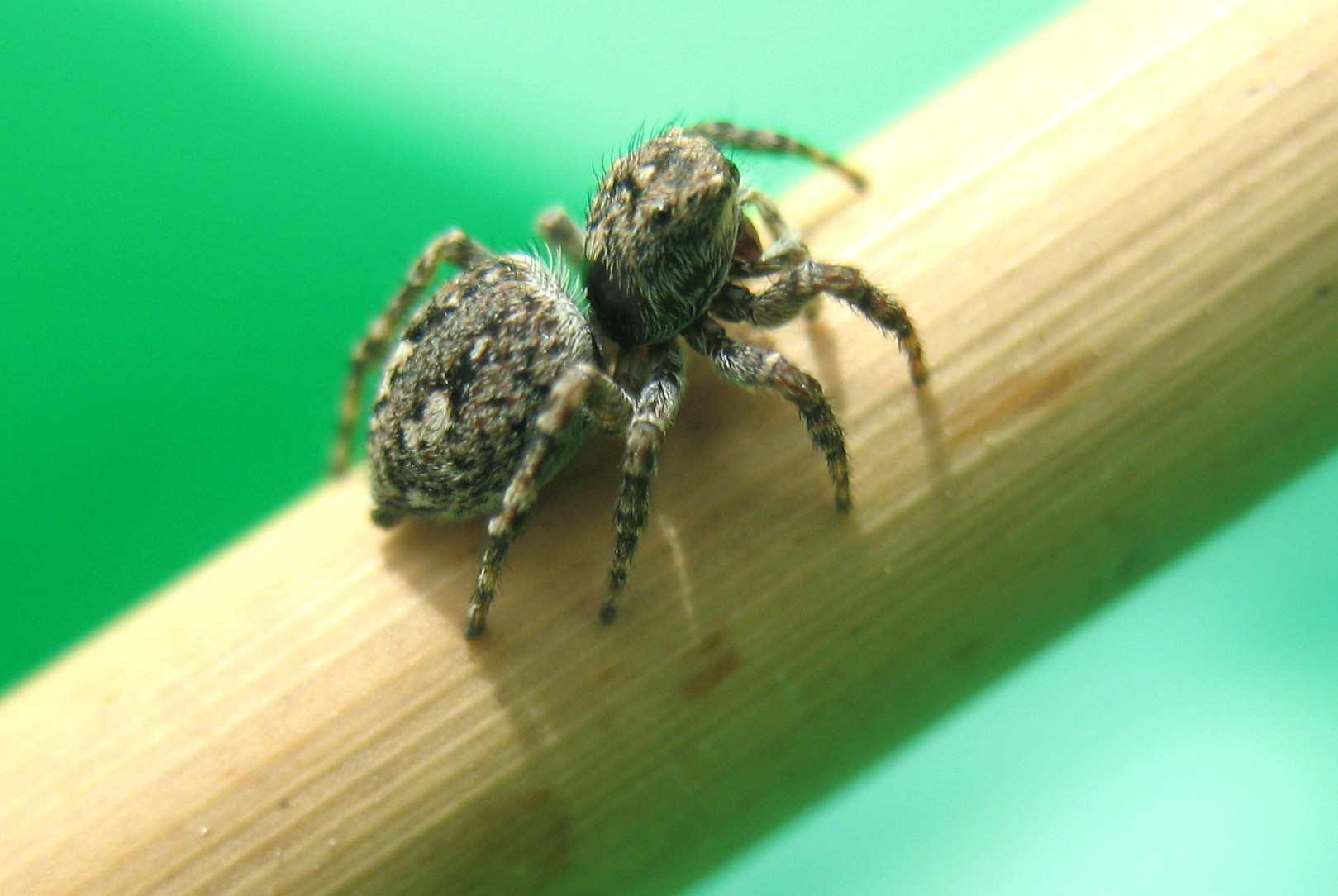
Sitticus pubescens

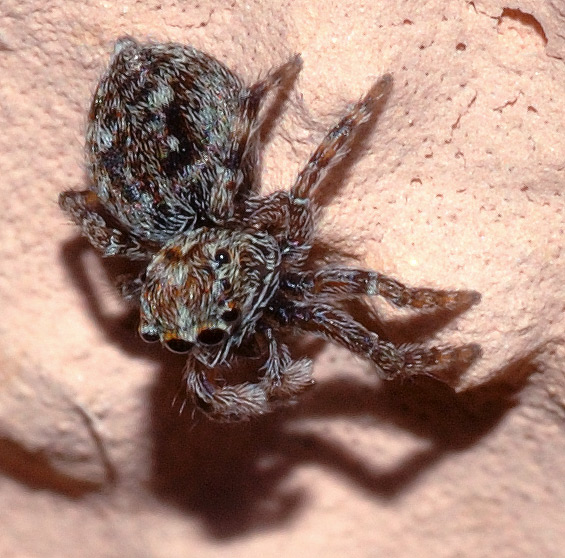
Sitticus pubescens, femmina

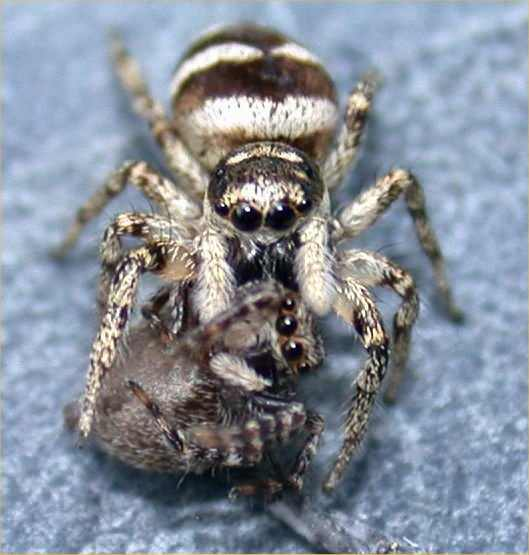
Sitticus pubescens predato da Salticus scenicus

1. Sitticus albolineatus (Kulczyński, 1895) — Russia, Cina, Corea
2. Sitticus ammophilus (Thorell, 1875) — Russia, Asia centrale, Canada
3. Sitticus ansobicus Andreeva, 1976 — Asia centrale
4. Sitticus atricapillus (Simon, 1882) — Europa
5. Sitticus avocator (O. P.-Cambridge, 1885) — Russia, dall'Asia centrale al Giappone
6. Sitticus barsakelmes Logunov & Rakov, 1998 — Kazakistan
7. Sitticus burjaticus Danilov & Logunov, 1994 — Russia
8. Sitticus canus (Galiano, 1977) — Perù
9. Sitticus caricis (Westring, 1861) — Regione paleartica
10. Sitticus cautus (Peckham & Peckham, 1888) — Messico
11. Sitticus cellulanus Galiano, 1989 — Argentina
12. Sitticus clavator Schenkel, 1936 — Cina
13. Sitticus concolor (Banks, 1895) — USA, Messico
14. Sitticus cutleri Prószynski, 1980 — Regione olartica
15. Sitticus damini (Chyzer, 1891) — Europa meridionale, Russia
16. Sitticus designatus (Peckham & Peckham, 1903) — Sudafrica
17. Sitticus diductus (O. P.-Cambridge, 1885) — Karakorum, Cina
18. Sitticus distinguendus (Simon, 1868) — Regione paleartica
19. Sitticus dorsatus (Banks, 1895) — USA
20. Sitticus dubatolovi Logunov & Rakov, 1998 — Kazakistan
21. Sitticus dudkoi Logunov, 1998 — Russia
22. Sitticus dyali Roewer, 1951 — Pakistan
23. Sitticus dzieduszyckii (L. Koch, 1870) — Europa, Russia
24. Sitticus eskovi Logunov & Wesolowska, 1995 — Russia, Sakhalin (Russia), Isole Curili
25. Sitticus exiguus (Bösenberg, 1903) — Germania
26. Sitticus fasciger (Simon, 1880) — Russia, Cina, Corea, Giappone, USA
27. Sitticus finschi (L. Koch, 1879) — USA, Canada, Russia
28. Sitticus flabellatus Galiano, 1989 — Argentina, Uruguay
29. Sitticus floricola (C. L. Koch, 1837) — Regione paleartica
  - Sitticus floricola palustris (Peckham & Peckham, 1883) — America settentrionale
30. Sitticus goricus Ovtsharenko, 1978 — Russia
31. Sitticus inexpectus Logunov & Kronestedt, 1997 — dall'Europa all'Asia centrale
32. Sitticus inopinabilis Logunov, 1992 — Russia, Asia centrale
33. Sitticus japonicus Kishida, 1910 — Giappone
34. Sitticus juniperi Gertsch & Riechert, 1976 — USA
35. Sitticus karakumensis Logunov, 1992 — Turkmenistan
36. Sitticus kazakhstanicus Logunov, 1992 — Kazakistan
37. Sitticus leucoproctus (Mello-Leitão, 1944) — Brasile, Uruguay, Argentina
38. Sitticus longipes (Canestrini, 1873) — Europa
39. Sitticus magnus Chamberlin & Ivie, 1944 — USA
40. Sitticus manni (Doleschall, 1852) — Croazia
41. Sitticus mazorcanus Chamberlin, 1920 — Perù
42. Sitticus mirandus Logunov, 1993 — Russia, Asia centrale, Cina
43. Sitticus monstrabilis Logunov, 1992 — Asia centrale
44. Sitticus montanus Kishida, 1910 — Giappone
45. Sitticus morosus (Banks, 1895) — USA
46. Sitticus nakamurae Kishida, 1910 — Giappone
47. Sitticus nenilini Logunov & Wesolowska, 1993 — Kazakistan, Kirghizistan
48. Sitticus nitidus Hu, 2001 — Cina
49. Sitticus niveosignatus (Simon, 1880) — dal Nepal alla Cina
50. Sitticus palpalis (F. O. P.-Cambridge, 1901) — Messico, Argentina
51. Sitticus penicillatus (Simon, 1875) — Regione paleartica
  - Sitticus penicillatus adriaticus Kolosváry, 1938 — Penisola balcanica
52. Sitticus penicilloides Wesolowska, 1981 — Corea del Nord
53. Sitticus peninsulanus (Banks, 1898) — Messico
54. Sitticus phaleratus Galiano & Baert, 1990 — Isole Galápagos
55. Sitticus psammodes (Thorell, 1875) — Russia
56. Sitticus pubescens (Fabricius, 1775) — Europa, Russia, USA
57. Sitticus pulchellus Logunov, 1992 — Kazakistan, Kirghizistan
58. Sitticus ranieri (Peckham & Peckham, 1909) — Regione olartica
59. Sitticus relictarius Logunov, 1998 — Russia, Georgia, Iran, Azerbaigian
60. Sitticus rivalis Simon, 1937 — Francia
61. Sitticus rupicola (C. L. Koch, 1837) — Regione olartica
62. Sitticus saevus Dönitz & Strand, 1906 — Giappone
63. Sitticus saganus Dönitz & Strand, 1906 — Giappone
64. Sitticus saltator (O. P.-Cambridge, 1868) — Regione paleartica
65. Sitticus saxicola (C. L. Koch, 1846) — Regione paleartica
66. Sitticus sexsignatus (Franganillo, 1910) — Portogallo
67. Sitticus sinensis Schenkel, 1963 — Cina, Corea
68. Sitticus strandi Kolosváry, 1934 — Ungheria
69. Sitticus striatus Emerton, 1911 — USA, Canada
70. Sitticus subadultus Dönitz & Strand, 1906 — Giappone
71. Sitticus taiwanensis Peng & Li, 2002 — Taiwan
72. Sitticus talgarensis Logunov & Wesolowska, 1993 — Kazakistan, Kirghizistan
73. Sitticus tannuolana Logunov, 1991 — Russia
74. Sitticus tenebricus Galiano & Baert, 1990 — Isole Galápagos
75. Sitticus terebratus (Clerck, 1757)[1] — Regione paleartica
76. Sitticus uber Galiano & Baert, 1990 — Isole Galápagos
77. Sitticus uphami (Peckham & Peckham, 1903) — Sudafrica
78. Sitticus vanvolsemorum Baert, 2011 — isole Galápagos
79. Sitticus walckenaeri Roewer, 1951 — Francia, Svezia
80. Sitticus welchi Gertsch & Mulaik, 1936 — USA
81. Sitticus wuae Peng, Tso & Li, 2002 — Taiwan
82. Sitticus zaisanicus Logunov, 1998 — Kazakistan
83. Sitticus zimmermanni (Simon, 1877) — dall'Europa all'Asia centrale

## Sobasina
Sobasina Simon, 1898
- Sobasina alboclypea Wanless, 1978 — Isole Salomone
- Sobasina amoenula Simon, 1898[1] — Isole Salomone
- Sobasina aspinosa Berry, Beatty & Prószynski, 1998 — Isole Figi
- Sobasina coriacea Berry, Beatty & Prószynski, 1998 — Isole Caroline
- Sobasina cutleri Berry, Beatty & Prószynski, 1998 — Isole Figi
- Sobasina hutuna Wanless, 1978 — Isola Rennell (Isole Salomone)
- Sobasina magna Berry, Beatty & Prószynski, 1998 — Isole Tonga
- Sobasina paradoxa Berry, Beatty & Prószynski, 1998 — Isole Figi
- Sobasina platypoda Berry, Beatty & Prószynski, 1998 — Isole Figi
- Sobasina scutata Wanless, 1978 — Arcipelago delle Bismarck
- Sobasina solomonensis Wanless, 1978 — Isole Salomone
- Sobasina sylvatica Edmunds & Prószynski, 2001 — Malesia
- Sobasina tanna Wanless, 1978 — Nuove Ebridi
- Sobasina yapensis Berry, Beatty & Prószynski, 1998 — Isole Caroline

## Soesiladeepakius
Soesiladeepakius Makhan, 2007
- Soesiladeepakius aschnae Makhan, 2007[1] — Suriname

## Soesilarishius
Soesilarishius Makhan, 2007
- Soesilarishius amrishi Makhan, 2007[1] — Suriname

## Sondra
Sondra Wanless, 1988
- Sondra aurea (L. Koch, 1880) — Nuovo Galles del Sud
- Sondra bickeli Zabka, 2002 — Nuovo Galles del Sud
- Sondra bifurcata Wanless, 1988 — Queensland
- Sondra brindlei Zabka, 2002 — Nuovo Galles del Sud
- Sondra bulburin Wanless, 1988 — Queensland
- Sondra convoluta Wanless, 1988 — Queensland
- Sondra damocles Wanless, 1988 — Queensland
- Sondra excepta Wanless, 1988 — Queensland
- Sondra finlayensis Wanless, 1988 — Queensland
- Sondra littoralis Wanless, 1988 — Queensland
- Sondra nepenthicola Wanless, 1988[1] — Queensland, Nuovo Galles del Sud
- Sondra raveni Wanless, 1988 — Queensland
- Sondra samambrayi Zabka, 2002 — Australia meridionale
- Sondra tristicula (Simon, 1909) — Australia occidentale
- Sondra variabilis Wanless, 1988 — Queensland

## Sonoita
Sonoita Peckham & Peckham, 1903
- Sonoita lightfooti Peckham & Peckham, 1903[1] — Costa d'Avorio, Africa meridionale, Etiopia

## Sparbambus
Sparbambus Zhang, Woon & Li, 2006
- Sparbambus gombakensis Zhang, Woon & Li, 2006[1] — Malesia

## Spartaeus
Spartaeus Thorell, 1891
- Spartaeus abramovi Logunov & Azarkina, 2008 — Vietnam
- Spartaeus bani (Ikeda, 1995) — Giappone
- Spartaeus banthamus Logunov & Azarkina, 2008 — Laos
- Spartaeus ellipticus Bao & Peng, 2002 — Taiwan
- Spartaeus emeishan Zhu, Yang & Zhang, 2007 — Cina
- Spartaeus jaegeri Logunov & Azarkina, 2008 — Laos
- Spartaeus jianfengensis Song & Chai, 1991 — Cina
- Spartaeus noctivagus Logunov & Azarkina, 2008 — Laos
- Spartaeus platnicki Song, Chen & Gong, 1991 — Cina
- Spartaeus spinimanus (Thorell, 1878)[1] — dallo Sri Lanka al Borneo
- Spartaeus thailandicus Wanless, 1984 — Cina, Thailandia
- Spartaeus uplandicus Barrion & Litsinger, 1995 — Filippine
- Spartaeus wildtrackii Wanless, 1987 — Malesia
- Spartaeus zhangi Peng & Li, 2002 — Cina, Laos

## Spilargis
Spilargis Simon, 1902
- Spilargis ignicolor Simon, 1902[1] — Nuova Guinea
  - Spilargis ignicolor bimaculata Strand, 1909 — Arcipelago delle Molucche

## Stagetillus
Stagetillus Simon, 1885
- Stagetillus elegans (Reimoser, 1927) — Sumatra
- Stagetillus opaciceps Simon, 1885[1]  — Sumatra
- Stagetillus semiostrinus (Simon, 1901) — Malaysia
- Stagetillus taprobanicus (Simon, 1902) — Sri Lanka

## Stenaelurillus
Stenaelurillus Simon, 1886
- Stenaelurillus abramovi Logunov, 2008 — Vietnam
- Stenaelurillus albopunctatus Caporiacco, 1949 — Kenya
- Stenaelurillus ambiguus Denis, 1966 — Libia
- Stenaelurillus cristatus Wesolowska & Russell-Smith, 2000 — Ghana, Tanzania
- Stenaelurillus darwini Wesolowska & Russell-Smith, 2000 — Tanzania
- Stenaelurillus fuscatus Wesolowska & Russell-Smith, 2000 — Tanzania
- Stenaelurillus giovae Caporiacco, 1936 — Libia
- Stenaelurillus guttiger (Simon, 1901) — Botswana, Mozambico, Zimbabwe, Sudafrica
- Stenaelurillus hainanensis Peng, 1995 — Cina
- Stenaelurillus hirsutus Lessert, 1927 — Congo
- Stenaelurillus kronestedti Próchniewicz & Heciak, 1994 — Tanzania
- Stenaelurillus lesserti Reimoser, 1934 — India
- Stenaelurillus leucogrammus Simon, 1902 — Africa meridionale
- Stenaelurillus marusiki Logunov, 2001 — Iran
- Stenaelurillus minutus Song & Chai, 1991 — Cina
- Stenaelurillus mirabilis Wesolowska & Russell-Smith, 2000 — Tanzania
- Stenaelurillus natalensis Haddad & Wesolowska, 2006 — Sudafrica
- Stenaelurillus nigricaudus Simon, 1886[1]  — Algeria, Gambia, Senegal
- Stenaelurillus setosus (Thorell, 1895) — Birmania
- Stenaelurillus strandi Caporiacco, 1939 — Etiopia
- Stenaelurillus triguttatus Simon, 1886 — Tibet
- Stenaelurillus uniguttatus Lessert, 1925 — Etiopia, Africa orientale
- Stenaelurillus werneri Simon, 1906 — dall'Egitto all'Uganda

## Stenodeza
Stenodeza Simon, 1900
- Stenodeza acuminata Simon, 1900[1]  — Brasile
- Stenodeza fallax Mello-Leitão, 1917 — Brasile
- Stenodeza foestiva Mello-Leitão, 1944 — Argentina

## Stergusa
Stergusa Simon, 1889
- Stergusa aurata Simon, 1902 — Sri Lanka
- Stergusa aurichalcea Simon, 1902 — Sri Lanka
- Stergusa improbula Simon, 1889[1] — Nuova Caledonia
- Stergusa incerta Prószynski & Deeleman-Reinhold, 2010 — Sumbawa (Indonesia)
- Stergusa stelligera Simon, 1902 — Sri Lanka

## Stertinius
Stertinius Simon, 1890
- Stertinius balius (Thorell, 1890) — Sumatra
- Stertinius capucinus Simon, 1902 — Giava
- Stertinius cyprius Merian, 1911 — Celebes
- Stertinius dentichelis Simon, 1890[1] — Isole Marianne
- Stertinius kumadai Logunov, Ikeda & Ono, 1997 — Giappone
- Stertinius leucostictus (Thorell, 1890) — Sumatra
- Stertinius magnificus Merian, 1911 — Celebes
- Stertinius niger Merian, 1911 — Celebes
- Stertinius nobilis (Thorell, 1890) — Celebes
- Stertinius patellaris Simon, 1902 — Arcipelago delle Molucche
- Stertinius pilipes Simon, 1902 — Filippine
- Stertinius splendens Simon, 1902 — Celebes

## Stichius
Stichius Thorell, 1890
- Stichius albomaculatus Thorell, 1890[1] — Sumatra

## Stoidis
Stoidis Simon, 1901
- Stoidis placida Bryant, 1947 — Isola Mona (Porto Rico)
- Stoidis pygmaea (Peckham & Peckham, 1893)[1] — Isole Saint Vincent e Grenadine (Piccole Antille)
- Stoidis squamulosa Caporiacco, 1955 — Venezuela

## Sumampattus
Sumampattus Galiano, 1983
- Sumampattus hudsoni Galiano, 1996 — Paraguay, Uruguay, Argentina
- Sumampattus pantherinus (Mello-Leitão, 1942)[1] — Argentina
- Sumampattus quinqueradiatus (Taczanowski, 1878) — Perù, Brasile, Paraguay, Argentina

## Synageles
Synageles Simon, 1876

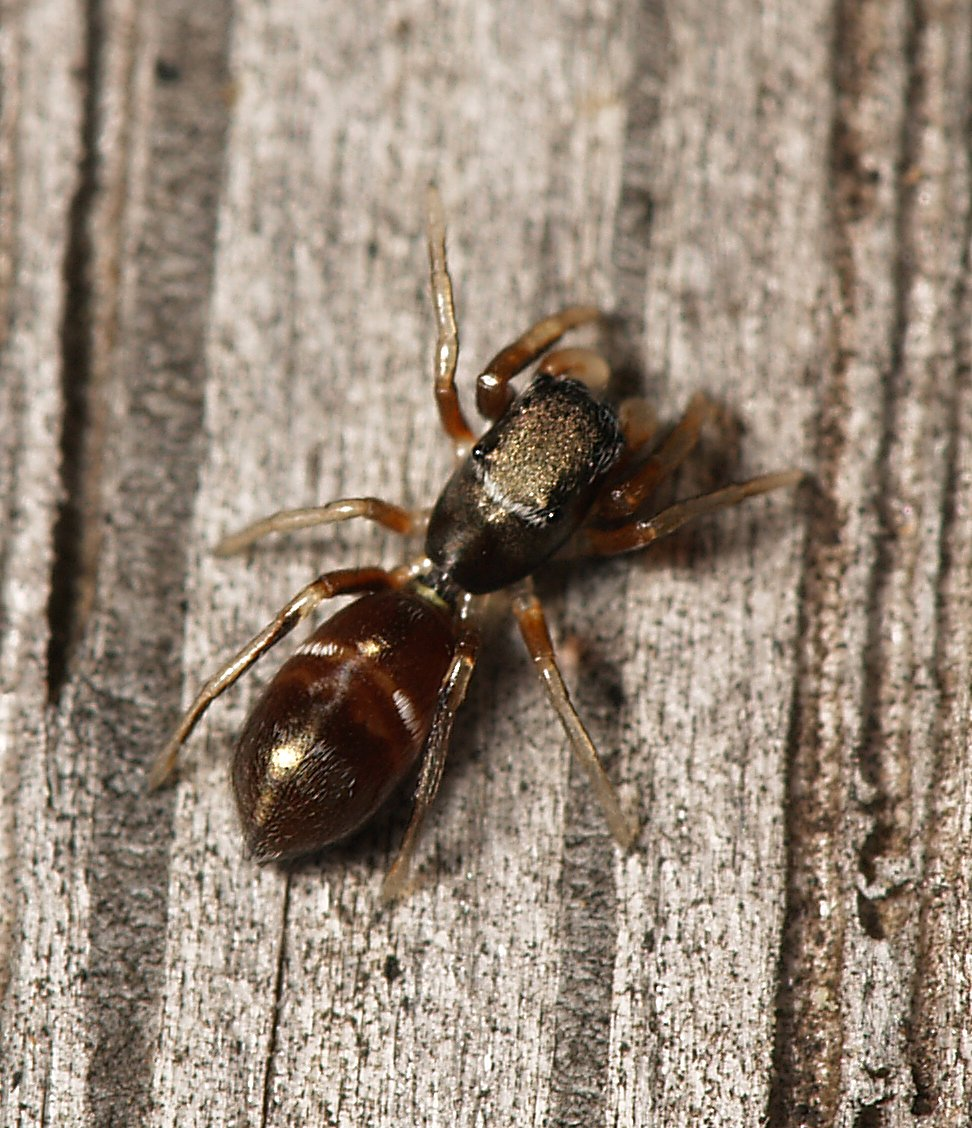
Synageles venator

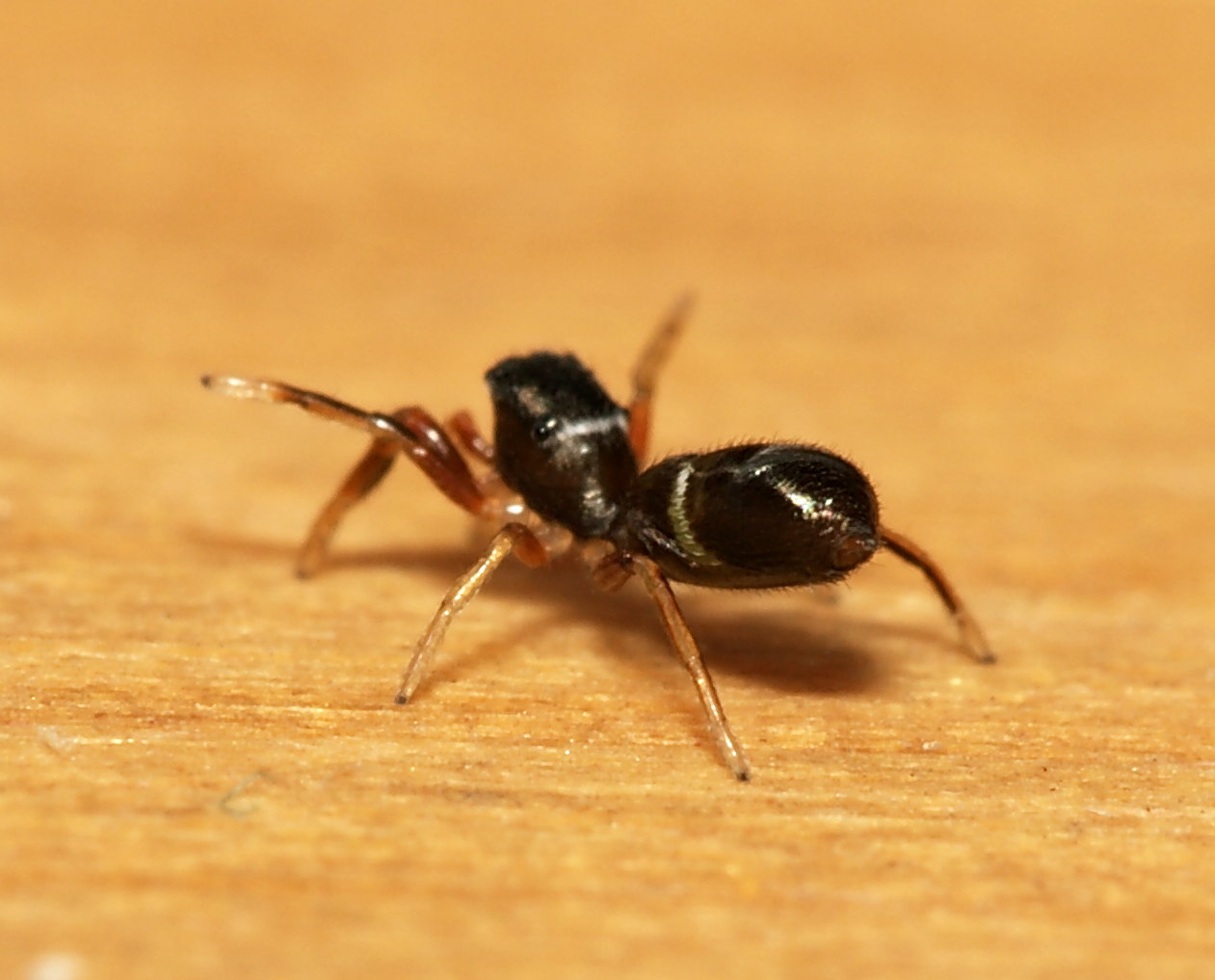
Synageles venator

- Synageles albotrimaculatus (Lucas, 1846) — Spagna, Francia, Italia, Algeria, Tunisia
- Synageles bishopi Cutler, 1988 — USA
- Synageles canadensis Cutler, 1988 — USA, Canada
- Synageles charitonovi Andreeva, 1976 — Asia centrale
- Synageles dalmaticus (Keyserling, 1863) — Mediterraneo
- Synageles hilarulus (C. L. Koch, 1846) — Regione paleartica
- Synageles idahoanus (Gertsch, 1934) — USA
- Synageles leechi Cutler, 1988 — Canada
- Synageles mexicanus Cutler, 1988 — USA, Messico
- Synageles morsei Logunov & Marusik, 1999 — Russia
- Synageles nigriculus Danilov, 1997 — Russia
- Synageles noxiosus (Hentz, 1850) — America settentrionale, Isole Bahama
- Synageles occidentalis Cutler, 1988 — USA, Canada
- Synageles persianus Logunov, 2004 — Iran, Azerbaigian
- Synageles ramitus Andreeva, 1976 — Asia centrale, Mongolia, Cina
- Synageles repudiatus (O. P.-Cambridge, 1876) — Egitto
- Synageles scutiger Prószynski, 1979 — Ucraina, Azerbaigian
- Synageles subcingulatus (Simon, 1878) — dall'Europa all'Asia centrale
- Synageles venator (Lucas, 1836)[1] — Regione paleartica, Canada

## Synagelides
Synagelides Strand, 1906

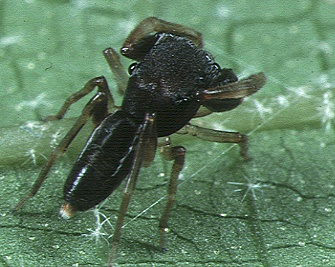
Synagelides annae, maschio

- Synagelides agoriformis Strand, 1906[1] — Russia, Cina, Corea, Giappone
- Synagelides annae Bohdanowicz, 1979 — Cina, Giappone
- Synagelides bagmaticus Logunov & Hereward, 2006 — Nepal
- Synagelides birmanicus Bohdanowicz, 1987 — Birmania
- Synagelides cavaleriei (Schenkel, 1963) — Cina
- Synagelides darjeelingus Logunov & Hereward, 2006 — India
- Synagelides doisuthep Logunov & Hereward, 2006 — Thailandia
- Synagelides gambosus Xie & Yin, 1990 — Cina
- Synagelides gosainkundicus Bohdanowicz, 1987 — Nepal
- Synagelides hamatus Zhu et al., 2005 — Cina
- Synagelides huangsangensis Peng et al., 1998 — Cina
- Synagelides hubeiensis Peng & Li, 2008 — Cina
- Synagelides kosi Logunov & Hereward, 2006 — Nepal
- Synagelides kualaensis Logunov & Hereward, 2006 — Malesia
- Synagelides lehtineni Logunov & Hereward, 2006 — India
- Synagelides longus Song & Chai, 1992 — Cina
- Synagelides lushanensis Xie & Yin, 1990 — Cina
- Synagelides martensi Bohdanowicz, 1987 — India, Nepal
- Synagelides nepalensis Bohdanowicz, 1987 — Nepal
- Synagelides nishikawai Bohdanowicz, 1979 — Nepal
- Synagelides oleksiaki Bohdanowicz, 1987 — Nepal
- Synagelides palpalis Zabka, 1985 — Cina, Vietnam
- Synagelides palpaloides Peng, Tso & Li, 2002 — Taiwan
- Synagelides sumatranus Logunov & Hereward, 2006 — Sumatra
- Synagelides tianmu Song, 1990 — Cina
- Synagelides tukchensis Bohdanowicz, 1987 — Nepal
- Synagelides ullerensis Bohdanowicz, 1987 — Nepal
- Synagelides walesai Bohdanowicz, 1987 — Nepal
- Synagelides wangdicus Bohdanowicz, 1978 — Bhutan
- Synagelides wuermlii Bohdanowicz, 1978 — Bhutan
- Synagelides yunnan Song & Zhu, 1998 — Cina
- Synagelides zebrus Peng & Li, 2008 — Cina
- Synagelides zhaoi Peng, Li & Chen, 2003 — Cina
- Synagelides zhilcovae Prószynski, 1979 — Russia, Cina, Corea
- Synagelides zonatus Peng & Li, 2008 — Cina

## Synemosyna
Synemosyna Hentz, 1846

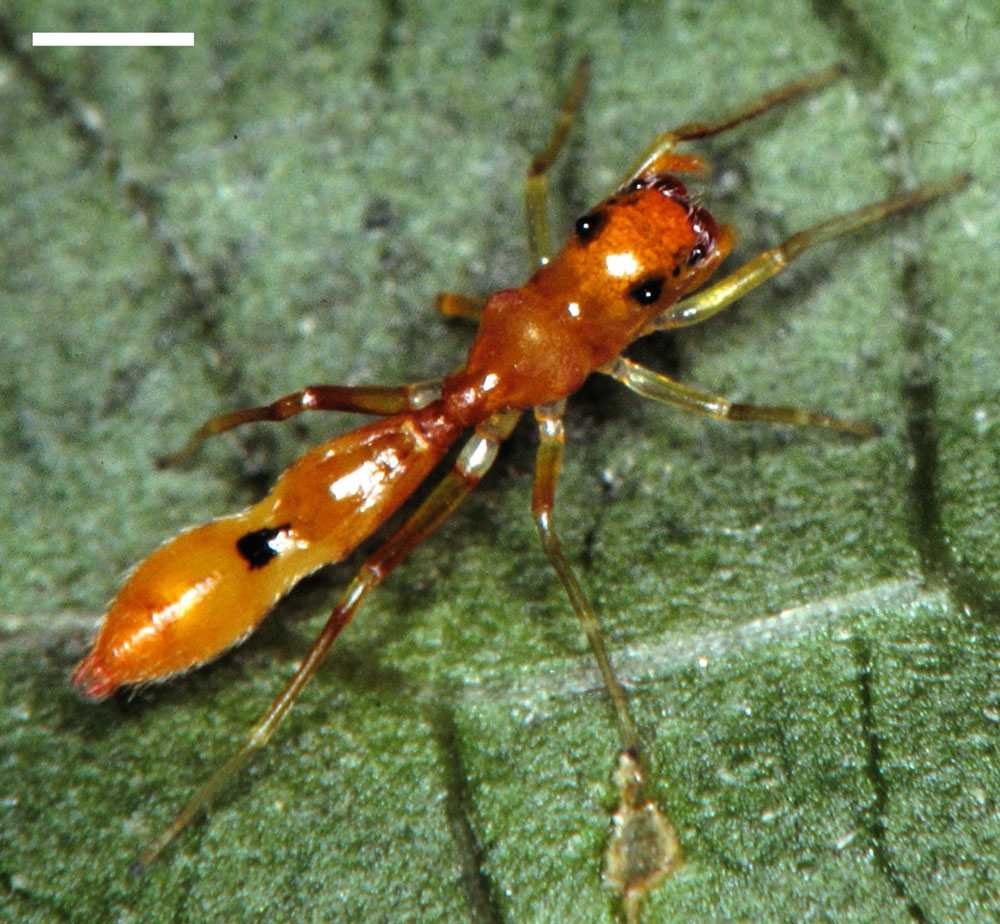
Synemosyna petrunkevitchi, femmina

- Synemosyna americana (Peckham & Peckham, 1885) — dal Messico al Venezuela
- Synemosyna ankeli Cutler & Müller, 1991 — Colombia
- Synemosyna aschnae Makhan, 2006 — Suriname
- Synemosyna aurantiaca (Mello-Leitão, 1917) — Colombia, Brasile, Argentina
- Synemosyna decipiens (O. P.-Cambridge, 1896) — Messico, Guatemala
- Synemosyna edwardsi Cutler, 1985 — dal Messico alla Costa Rica
- Synemosyna formica Hentz, 1846[1] — USA
- Synemosyna hentzi Peckham & Peckham, 1892 — Brasile
- Synemosyna invemar Cutler & Müller, 1991 — Colombia
- Synemosyna lauretta Peckham & Peckham, 1892 — Brasile, Argentina
- Synemosyna lucasi (Taczanowski, 1871) — dalla Colombia al Perù e alla Guyana
- Synemosyna maddisoni Cutler, 1985 — Messico, Guatemala
- Synemosyna myrmeciaeformis (Taczanowski, 1871) — Venezuela, Brasile, Guyana francese
- Synemosyna nicaraguaensis Cutler, 1993 — Nicaragua
- Synemosyna paraensis Galiano, 1967 — Brasile
- Synemosyna petrunkevitchi (Chapin, 1922) — USA
- Synemosyna scutata (Mello-Leitão, 1943) — Brasile
- Synemosyna smithi Peckham & Peckham, 1893 — Cuba, Isole Saint Vincent e Grenadine (Piccole Antille)
- Synemosyna taperae (Mello-Leitão, 1933) — Brasile
- Synemosyna ubicki Cutler, 1988 — Costa Rica

## Tabuina
Tabuina Maddison, 2009
- Tabuina baiteta Maddison, 2009 - Nuova Guinea
- Tabuina rufa Maddison, 2009 - Nuova Guinea
- Tabuina varirata Maddison, 2009[1] - Nuova Guinea

## Tacuna
Tacuna Peckham & Peckham, 1901
- Tacuna delecta Peckham & Peckham, 1901[1] — Brasile, Argentina
- Tacuna minensis Galiano, 1995 — Brasile
- Tacuna saltensis Galiano, 1995 — Argentina
- Tacuna vaga (Peckham & Peckham, 1895) — Brasile

## Taivala
Taivala Peckham & Peckham, 1907
- Taivala invisitata Peckham & Peckham, 1907[1] — Borneo

## Talavera
Talavera Peckham & Peckham, 1909
- Talavera aequipes (O. P.-Cambridge, 1871) — Regione paleartica
  - Talavera aequipes ludio (Simon, 1871) — Corsica
- Talavera aperta (Miller, 1971) — dal Belgio all'Asia centrale
- Talavera esyunini Logunov, 1992 — Svezia, Finlandia, Russia
- Talavera ikedai Logunov & Kronestedt, 2003 — Corea, Giappone
- Talavera inopinata Wunderlich, 1993 — Francia, Lussemburgo, Svizzera, Germania
- Talavera krocha Logunov & Kronestedt, 2003 — dalla Francia all'Asia centrale
- Talavera milleri (Brignoli, 1983) — Germania, Repubblica Ceca, Slovacchia
- Talavera minuta (Banks, 1895)[1] — Russia, Canada, USA
- Talavera monticola (Kulczyński, 1884) — Europa centrale e meridionale
- Talavera parvistyla Logunov & Kronestedt, 2003 — Europa settentrionale e centrale
- Talavera petrensis (C. L. Koch, 1837) — dall'Europa all'Asia centrale
- Talavera sharlaa Logunov & Kronestedt, 2003 — Russia
- Talavera thorelli (Kulczynski, 1891) — Regione paleartica
- Talavera trivittata (Schenkel, 1963) — Russia, Mongolia, Cina
- Talavera tuvensis Logunov & Kronestedt, 2003 — Russia

### Nomina dubia
- Talavera poecilopus (Thorell,1873)[5]
- Talavera westringi (Simon, 1868)[6]

## Tamigalesus
Tamigalesus Zabka, 1988
- Tamigalesus munnaricus Zabka, 1988[1] — Sri Lanka

## Tanybelus
Tanybelus Simon, 1902
- Tanybelus aeneiceps Simon, 1902[1] — Venezuela

## Tanzania
Tanzania Koçak & Kemal, 2008
- Tanzania minutus Wesolowska & Russell-Smith, 2000 — Tanzania
- Tanzania mkomaziensis Wesolowska & Russell-Smith, 2000[1] — Etiopia, Tanzania
- Tanzania pusillus Wesolowska & Russell-Smith, 2000 — Tanzania

## Tara
Tara Peckham & Peckham, 1886
- Tara anomala (Keyserling, 1882)[1] — Nuovo Galles del Sud
- Tara gratiosa (Rainbow, 1920) — Isola Lord Howe
- Tara parvula (Keyserling, 1883) — Nuovo Galles del Sud

## Taraxella
Taraxella Wanless, 1984
- Taraxella hillyardi Wanless, 1987 — Malesia
- Taraxella petrensis Wanless, 1987 — Sumatra
- Taraxella reinholdae Wanless, 1987 — Borneo
- Taraxella solitaria Wanless, 1984[1] — Borneo
- Taraxella sumatrana Wanless, 1987 — Sumatra

## Tariona
Tariona Simon, 1902
- Tariona albibarbis (Mello-Leitão, 1947) — Brasile
- Tariona bruneti Simon, 1903 — Brasile
- Tariona gounellei Simon, 1902[1] — Brasile
- Tariona maculata Franganillo, 1930 — Cuba
- Tariona mutica Simon, 1903 — Brasile

## Tarne
Tarne Simon, 1886
- Tarne dives Simon, 1886[1] — Africa occidentale

## Tarodes
Tarodes Pocock, 1899
- Tarodes lineatus Pocock, 1899[1] — Nuova Britannia

## Tasa
Tasa Wesolowska, 1981
- Tasa davidi (Schenkel, 1963)[1] — Cina
- Tasa nipponica Bohdanowicz & Prószynski, 1987 — Cina, Corea, Giappone

## Tatari
Tatari Berland, 1938
- Tatari multispinosus Berland, 1938[1] — Nuove Ebridi

## Tauala
Tauala Wanless, 1988
- Tauala alveolatus Wanless, 1988 — Queensland
- Tauala athertonensis Gardzinska, 1996 — Queensland
- Tauala australiensis Wanless, 1988 — Queensland
- Tauala daviesae Wanless, 1988 — Queensland
- Tauala elongata Peng & Li, 2002 — Taiwan
- Tauala lepidus Wanless, 1988[1] — Queensland
- Tauala minutus Wanless, 1988 — Queensland
- Tauala splendidus Wanless, 1988 — Queensland

## Telamonia
Telamonia Thorell, 1887

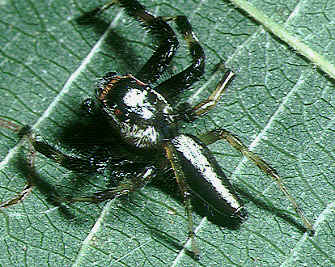
Telamonia vlijmi, maschio

Telamonia hasselti, maschio, disegno frontale

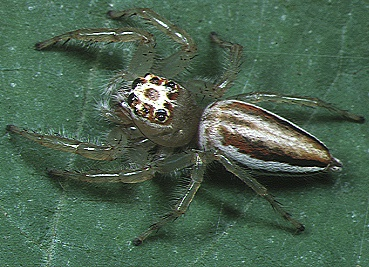
Telamonia vlijmi, femmina

1. Telamonia agapeta (Thorell, 1881) — Nuova Guinea
2. Telamonia annulipes Peckham & Peckham, 1907 — Borneo
3. Telamonia bombycina (Simon, 1902) — Borneo
4. Telamonia borreyi Berland & Millot, 1941 — Mali
  - Telamonia borreyi minor Berland & Millot, 1941 — Mali
5. Telamonia caprina (Simon, 1903) — Cina, Vietnam
6. Telamonia coeruleostriata (Doleschall, 1859) — Ambon (Arcipelago delle Molucche)
7. Telamonia comosissima (Simon, 1886) — Congo
8. Telamonia cristata Peckham & Peckham, 1907 — Filippine
9. Telamonia dimidiata (Simon, 1899) — India, Bhutan, Sumatra
10. Telamonia dissimilis Próchniewicz, 1990 — Bhutan
11. Telamonia elegans (Thorell, 1887) — Birmania, Vietnam, Indonesia
12. Telamonia festiva Thorell, 1887[1] — dalla Birmania a Giava
  - Telamonia festiva nigrina Simon, 1903 — Vietnam
13. Telamonia formosa (Simon, 1902) — Giava
14. Telamonia hasselti (Thorell, 1878) — dalla Birmania a Celebes
15. Telamonia jolensis (Simon, 1902) — Filippine
16. Telamonia laecta Próchniewicz, 1990 — Bhutan
17. Telamonia latruncula (Thorell, 1877) — Celebes
18. Telamonia leopoldi Roewer, 1938 — Nuova Guinea
19. Telamonia livida (Simon, 1902) — Filippine
20. Telamonia luteocincta (Thorell, 1891) — Malesia
21. Telamonia luxiensis Peng et al., 1998 — Cina
22. Telamonia mandibulata Hogg, 1915 — Nuova Guinea
23. Telamonia masinloc Barrion & Litsinger, 1995 — Filippine
24. Telamonia mundula (Thorell, 1877) — Celebes
25. Telamonia mustelina Simon, 1901 — Hong Kong
26. Telamonia parangfestiva Barrion & Litsinger, 1995 — Filippine
27. Telamonia peckhami Thorell, 1891 — Isole Nicobare
28. Telamonia prima Próchniewicz, 1990 — Bhutan
29. Telamonia resplendens Peckham & Peckham, 1907 — Borneo
30. Telamonia scalaris (Thorell, 1881) — Arcipelago delle Molucche
31. Telamonia setosa (Karsch, 1880) — Filippine
32. Telamonia sikkimensis (Tikader, 1967) — India
33. Telamonia sponsa (Simon, 1902) — Sri Lanka
34. Telamonia trabifera (Thorell, 1881) — Nuova Guinea
35. Telamonia trinotata Simon, 1903 — Guinea Equatoriale
36. Telamonia trochilus (Doleschall, 1859) — Giava
37. Telamonia vidua Hogg, 1915 — Nuova Guinea
38. Telamonia virgata Simon, 1903 — Gabon
39. Telamonia vlijmi Prószynski, 1984 — Cina, Corea, Giappone

## Terralonus
Terralonus Maddison, 1996

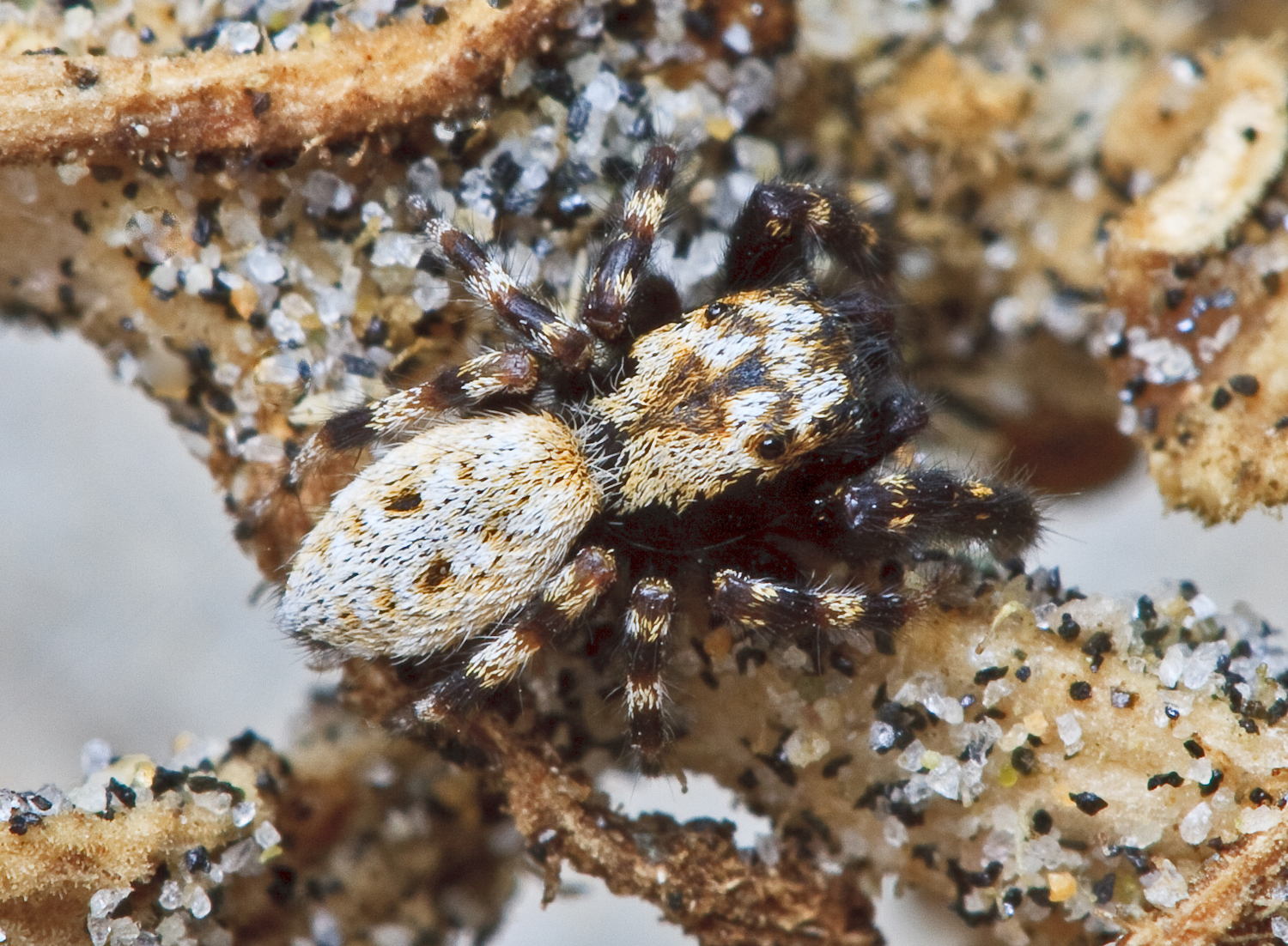
Terralonus californicus, maschio

- Terralonus banksi (Roewer, 1951) — USA
- Terralonus californicus (Peckham & Peckham, 1888) — USA
- Terralonus fraternus (Banks, 1932) — USA
- Terralonus mylothrus (Chamberlin, 1925)[1] — USA
- Terralonus shaferi (Gertsch & Riechert, 1976) — USA
- Terralonus unicus (Chamberlin & Gertsch, 1930) — USA
- Terralonus versicolor (Peckham & Peckham, 1909) — USA

## Thammaca
Thammaca Simon, 1902
- Thammaca coriacea Simon, 1902 — Brasile
- Thammaca nigritarsis Simon, 1902[1] — Perù, Brasile

## Theriella
Theriella Braul & Lise, 1996
- Theriella bertoncelloi Braul & Lise, 2003 — Brasile
- Theriella galianoae Braul & Lise, 1996[1]  — Brasile
- Theriella tenuistyla (Galiano, 1970) — Argentina

## Thianella
Thianella Strand, 1907
- Thianella disjuncta Strand, 1907[1] — Giava

## Thiania
Thiania C. L. Koch, 1846

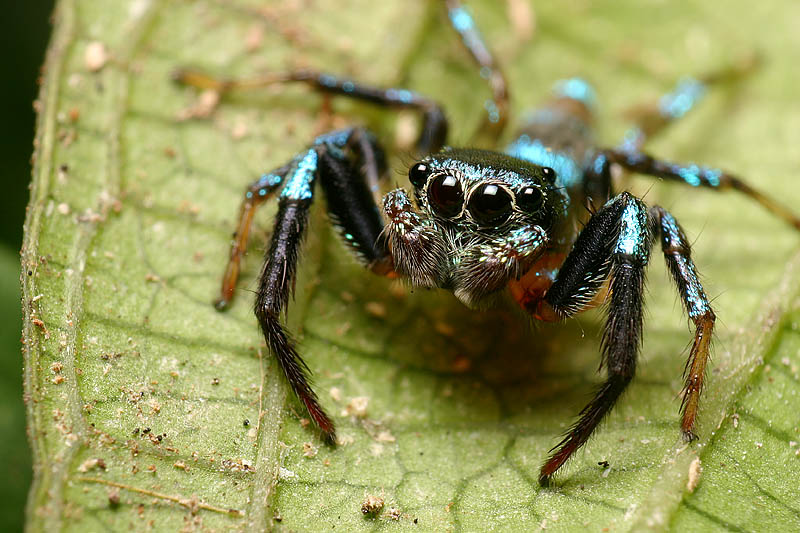
Thiania bhamoensis

- Thiania abdominalis Zabka, 1985 — Vietnam
- Thiania aura Dyal, 1935 — Pakistan
- Thiania bhamoensis Thorell, 1887 — India, dalla Birmania a Sumatra
- Thiania cavaleriei Schenkel, 1963 — Cina
- Thiania chrysogramma Simon, 1901 — Hong Kong
- Thiania coelestis (Karsch, 1880) — Filippine
- Thiania cupreonitens (Simon, 1899) — Sumatra
- Thiania demissa (Thorell, 1892) — Indonesia
- Thiania formosissima (Thorell, 1890) — Borneo
- Thiania gazellae (Karsch, 1878) — Nuova Guinea
- Thiania humilis (Thorell, 1877) — Celebes
- Thiania inermis (Karsch, 1897) — Hong Kong
- Thiania jucunda Thorell, 1890 — Sumatra
- Thiania luteobrachialis Schenkel, 1963 — Cina
- Thiania pulcherrima C. L. Koch, 1846[1] — Sri Lanka, Vietnam, Malesia, Celebes
- Thiania simplicissima (Karsch, 1880) — Filippine
- Thiania sinuata Thorell, 1890 — Malesia
- Thiania suboppressa Strand, 1907 — Cina, Vietnam, Hawaii
- Thiania subserena Simon, 1901 — Malesia
- Thiania viscaensis Barrion & Litsinger, 1995 — Filippine

## Thianitara
Thianitara Simon, 1903
- Thianitara spectrum Simon, 1903[1] — Sumatra

## Thiodina
Thiodina Simon, 1900

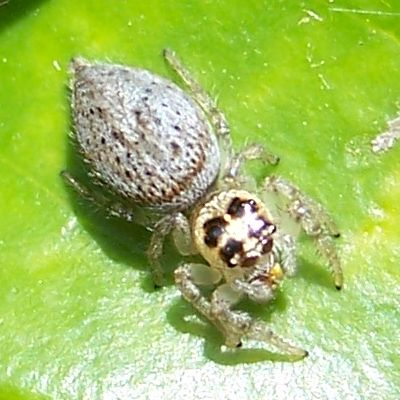
Thiodina hespera, femmina

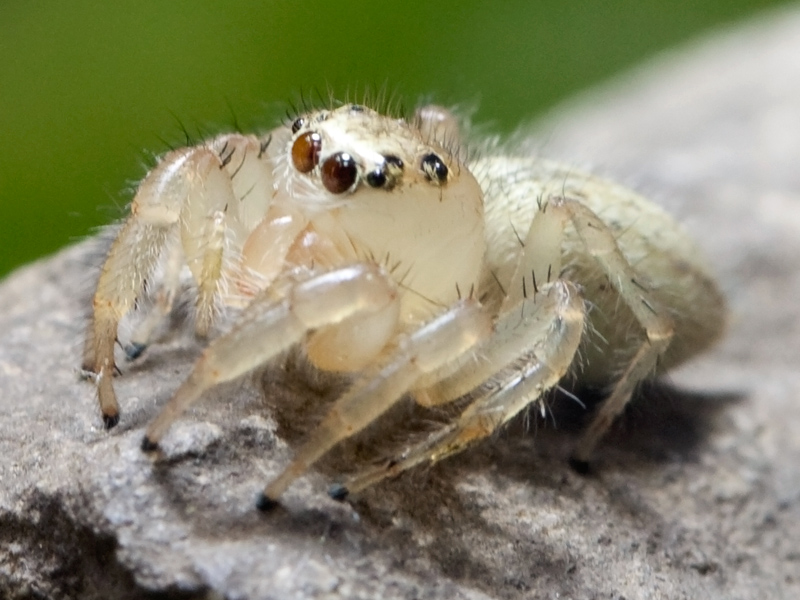
Thiodina puerpera, femmina

- Thiodina branicki (Taczanowski, 1871) — Venezuela, Guyana, Guyana francese
- Thiodina candida Mello-Leitão, 1922 — Brasile
- Thiodina cockerelli (Peckham & Peckham, 1901) — Hispaniola, Giamaica
- Thiodina crucifera (F. O. P.-Cambridge, 1901) — Panama
- Thiodina germaini Simon, 1900 — Brasile, Argentina
- Thiodina hespera Richman & Vetter, 2004 — USA, Messico
- Thiodina inerma Bryant, 1940 — Cuba
- Thiodina melanogaster Mello-Leitão, 1917 — Brasile
- Thiodina nicoleti Roewer, 1951[1] — Cile
- Thiodina pallida (C. L. Koch, 1846) — dalla Colombia all'Argentina
- Thiodina peckhami (Bryant, 1940) — Cuba
- Thiodina pseustes Chamberlin & Ivie, 1936 — Panama
- Thiodina puerpera (Hentz, 1846) — USA
- Thiodina punctulata Mello-Leitão, 1917 — Brasile
- Thiodina rishwani Makhan, 2006 — Suriname
- Thiodina robusta Mello-Leitão, 1945 — Argentina
- Thiodina setosa Mello-Leitão, 1947 — Brasile
- Thiodina sylvana (Hentz, 1846) — dagli USA a Panamá
- Thiodina vaccula Simon, 1900 — Perù, Brasile
- Thiodina vellardi Soares & Camargo, 1948 — Brasile

## Thiratoscirtus
Thiratoscirtus Simon, 1886
- Thiratoscirtus capito Simon, 1903 — Africa occidentale, Bioko (Golfo di Guinea)
- Thiratoscirtus cinctus (Thorell, 1899) — Camerun
- Thiratoscirtus fuscorufescens Strand, 1906 — Camerun
- Thiratoscirtus niveimanus Simon, 1886 — Brasile
- Thiratoscirtus patagonicus Simon, 1886[1] — Argentina
- Thiratoscirtus torquatus Simon, 1903 — Africa occidentale
- Thiratoscirtus versicolor Simon, 1902 — Sierra Leone

## Thorelliola
Thorelliola Strand, 1942
- Thorelliola biapophysis Gardzinska & Patoleta, 1997 — Ambon (Arcipelago delle Molucche), Isole Banda (Indonesia)
- Thorelliola cyrano Szűts & De Bakker, 2004 — Nuova Guinea
- Thorelliola dissimilis Gardzinska, 2009 — Nuova Guinea
- Thorelliola doryphora (Thorell, 1881) — Nuova Guinea
- Thorelliola dumicola Berry, Beatty & Prószynski, 1997 — Isole Caroline
- Thorelliola ensifera (Thorell, 1877)[1] — dalla Malesia a Celebes, Hawaii
- Thorelliola glabra Gardzinska & Patoleta, 1997 — Isole Banda (Indonesia)
- Thorelliola javaensis Gardzinska & Patoleta, 1997 — Giava
- Thorelliola mahunkai Szűts, 2002 — Nuova Guinea
- Thorelliola monoceros (Karsch, 1881) — Isole Marshall
- Thorelliola pallidula Gardzinska, 2009 — Nuova Guinea
- Thorelliola truncilonga Gardzinska & Patoleta, 1997 — Nuova Guinea

## Thrandina
Thrandina Maddison, 2006
- Thrandina parocula Maddison, 2006[1] — Ecuador

## Thyene
Thyene Simon, 1885

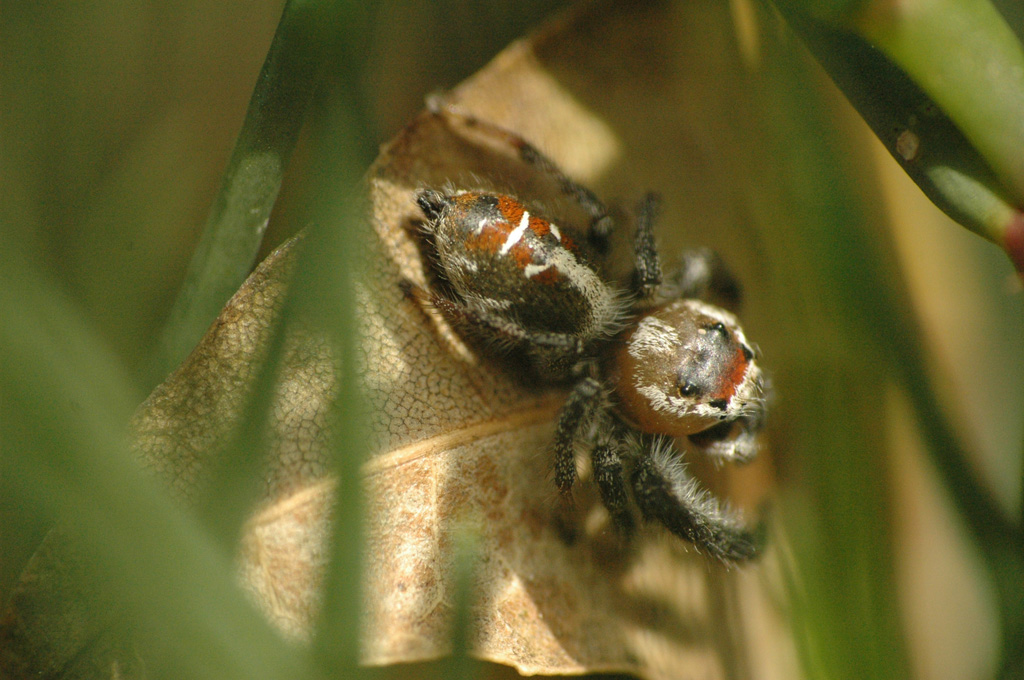
Thyene sp.

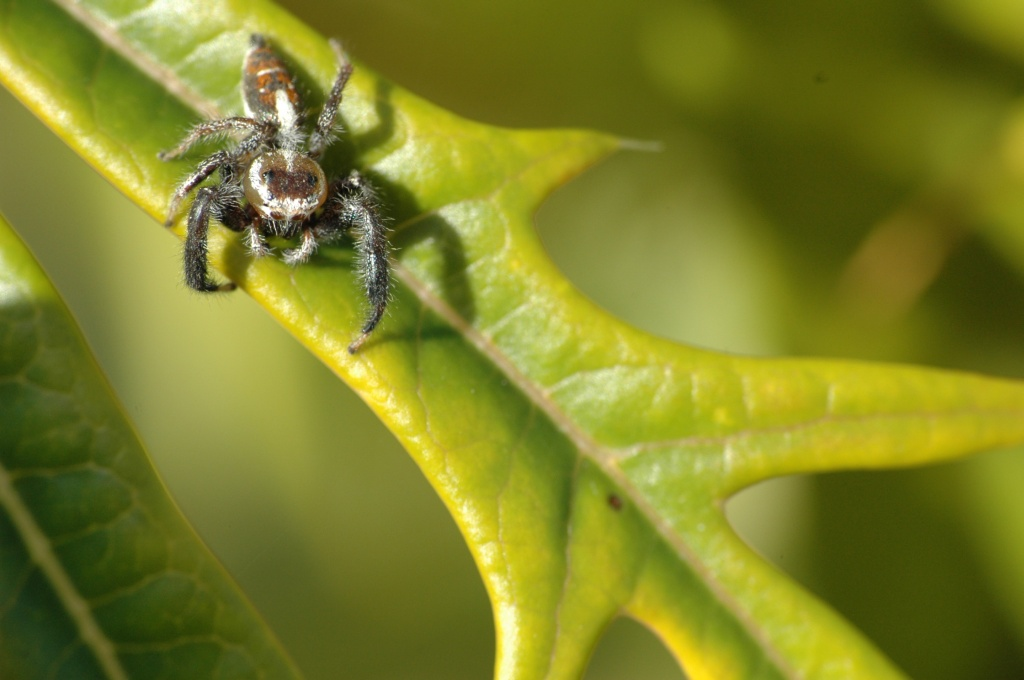
Thyene sp.

1. Thyene aperta (Peckham & Peckham, 1903) — Africa occidentale, Zimbabwe
2. Thyene australis Peckham & Peckham, 1903 — Congo, Africa meridionale
3. Thyene bilineata Lawrence, 1927 — Namibia
  - Thyene bilineata striatipes Lawrence, 1927 — Namibia
4. Thyene bivittata Xie & Peng, 1995 — Cina, Nepal
5. Thyene bucculenta (Gerstäcker, 1873) — Africa orientale
6. Thyene chopardi Berland & Millot, 1941 — Niger
7. Thyene coccineovittata (Simon, 1886) — Africa occidentale
8. Thyene concinna (Keyserling, 1881) — Queensland
9. Thyene corcula (Pavesi, 1895) — Etiopia
10. Thyene coronata Simon, 1902 — Africa meridionale
11. Thyene dakarensis (Berland & Millot, 1941) — Senegal
12. Thyene damarensis Lawrence, 1927 — Namibia
13. Thyene dancala Caporiacco, 1947 — Etiopia
14. Thyene decora (Simon, 1902) — Queensland
15. Thyene gangoides Prószynski & Deeleman-Reinhold, 2010 — Bali
16. Thyene grassei (Berland & Millot, 1941) — Africa occidentale
17. Thyene imperialis (Rossi, 1846)[1] — Vecchio Mondo
18. Thyene inflata (Gerstäcker, 1873) — Africa, Madagascar
19. Thyene longula (Simon, 1902) — Queensland
20. Thyene manipisa (Barrion & Litsinger, 1995) — Filippine
21. Thyene natalii Peckham & Peckham, 1903 — Africa meridionale
22. Thyene nigriceps (Caporiacco, 1949) — Kenya
23. Thyene ogdeni Peckham & Peckham, 1903 — Sudafrica
  - Thyene ogdeni leighi (Peckham & Peckham, 1903) — Sudafrica
  - Thyene ogdeni nyukiensis Lessert, 1925 — Africa orientale
24. Thyene orbicularis (Gerstäcker, 1873) — Africa orientale
25. Thyene orientalis Zabka, 1985 — Cina, Vietnam
26. Thyene ornata Wesolowska & Tomasiewicz, 2008 — Etiopia
27. Thyene phragmitigrada Metzner, 1999 — Grecia
28. Thyene pulchra Peckham & Peckham, 1903 — Sudafrica
29. Thyene punctiventer (Karsch, 1879) — Africa occidentale
30. Thyene radialis Xie & Peng, 1995 — Cina
31. Thyene rubricoronata (Strand, 1911) — Isole Kei (Indonesia)
32. Thyene scalarinota Strand, 1907 — Sudafrica
33. Thyene semiargentea (Simon, 1884) — Sudan, Uganda, Tanzania
34. Thyene sexplagiata (Simon, 1910) — São Tomé
35. Thyene similis Wesolowska & van Harten, 2002 — Socotra
36. Thyene splendida Caporiacco, 1939 — Etiopia
37. Thyene striatipes (Caporiacco, 1939) — Africa orientale
38. Thyene subsplendens Caporiacco, 1947 — Africa orientale
39. Thyene tamatavi (Vinson, 1863) — Madagascar
40. Thyene thyenioides (Lessert, 1925) — Africa
41. Thyene triangula Xie & Peng, 1995 — Cina
42. Thyene typica Jastrzebski, 2006 — Nepal
43. Thyene varians Peckham & Peckham, 1901 — Madagascar
44. Thyene villiersi Berland & Millot, 1941 — Costa d'Avorio
45. Thyene vittata Simon, 1902 — Etiopia, Sudafrica
46. Thyene yuxiensis Xie & Peng, 1995 — Cina, Nepal

### Sinonimie
- Thyene strandi Caporiacco, 1939;[8]

## Thyenillus
Thyenillus Simon, 1910
- Thyenillus fernandensis Simon, 1910[1] — Bioko (golfo di Guinea)

## Thyenula
Thyenula Simon, 1902
- Thyenula ammonis Denis, 1947 — Egitto
- Thyenula arcana (Wesolowska & Cumming, 2008) — Zimbabwe
- Thyenula armata Wesolowska, 2001 — Sudafrica
- Thyenula aurantiaca (Simon, 1902) — Sudafrica
- Thyenula fidelis Wesolowska & Haddad, 2009 — Sudafrica
- Thyenula hortensis Wesolowska & Cumming, 2008 — Zimbabwe
- Thyenula juvenca Simon, 1902[1] — Sudafrica
- Thyenula fidelis Wesolowska & Haddad, 2009 — Sudafrica
- Thyenula oranjensis Wesolowska, 2001 — Sudafrica
- Thyenula sempiterna Wesolowska, 2000 — Zimbabwe

## Titanattus
Titanattus Peckham & Peckham, 1885
- Titanattus cretatus Chickering, 1946 — Panama
- Titanattus notabilis (Mello-Leitão, 1943) — Brasile, Argentina
- Titanattus novarai Caporiacco, 1955 — Venezuela
- Titanattus paganus Chickering, 1946 — Panama
- Titanattus pallidus Mello-Leitão, 1943 — Brasile
- Titanattus pegaseus Simon, 1900 — Brasile
- Titanattus saevus Peckham & Peckham, 1885[1] — Guatemala

## Toloella
Toloella Chickering, 1946
- Toloella eximia Chickering, 1946[1] — Panama

## Tomobella
Tomobella Szüts & Scharff, 2009
- Tomobella andasibe (Maddison & Zhang, 2006) — Madagascar
- Tomobella fotsy Szüts & Scharff, 2009[1] — Madagascar

## Tomocyrba
Tomocyrba Simon, 1900
- Tomocyrba barbata Simon, 1900 — Madagascar
- Tomocyrba berniae Szüts & Scharff, 2009 — Madagascar
- Tomocyrba decollata Simon, 1900[1]  — Madagascar
- Tomocyrba griswoldi Szüts & Scharff, 2009 — Madagascar
- Tomocyrba thaleri Szüts & Scharff, 2009 — Madagascar
- Tomocyrba ubicki Szüts & Scharff, 2009 — Madagascar

### Specie trasferite
- Tomocyrba andasibe Maddison & Zhang, 2006[9]
- Tomocyrba holmi Prószynski & Zabka, 1983[10]
- Tomocyrba keinoi Prószynski & Zabka, 1983[10]
- Tomocyrba kikuyu Prószynski & Zabka, 1983[10]
- Tomocyrba masai Prószynski & Zabka, 1983[10]
- Tomocyrba sjostedti Lessert, 1925[10]

## Tomomingi
Tomomingi Szüts & Scharff, 2009
- Tomomingi holmi (Prószynski & Zabka, 1983) — Kenya
- Tomomingi keinoi (Prószynski & Zabka, 1983) — Kenya
- Tomomingi kikuyu (Prószynski & Zabka, 1983) — Kenya
- Tomomingi niwele Szüts & Scharff, 2009 — Tanzania
- Tomomingi silvae Szüts & Scharff, 2009 — isola di Bioko
- Tomomingi sjostedti (Lessert, 1925) — Tanzania
- Tomomingi wastani Szüts & Scharff, 2009[1] — Tanzania

## Toticoryx
Toticoryx Rollard & Wesolowska, 2002
- Toticoryx exilis Rollard & Wesolowska, 2002[1] — Guinea

## Trite
Trite Simon, 1885

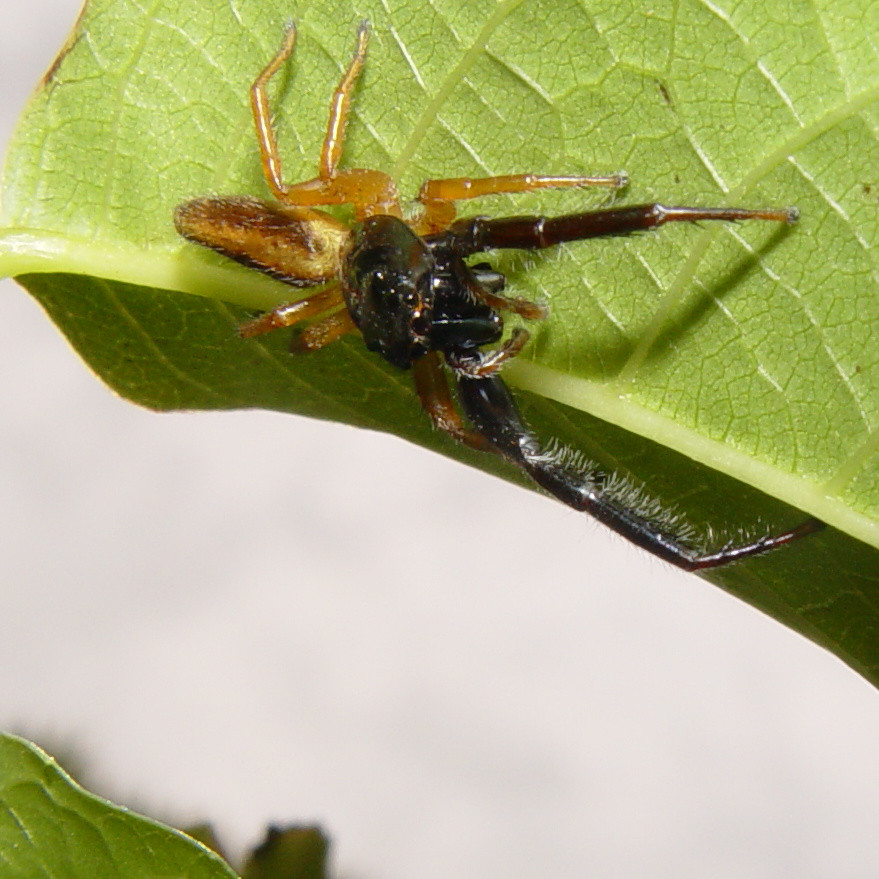
Trite planiceps

- Trite albopilosa (Keyserling, 1883) — Nuovo Galles del Sud, Victoria (Australia)
- Trite auricoma (Urquhart, 1886) — Nuova Zelanda
- Trite concinna Rainbow, 1920 — Isola Lord Howe, Isole Norfolk
- Trite gracilipalpis Berland, 1929 — Isole della Lealtà
- Trite herbigrada (Urquhart, 1889) — Nuova Zelanda
- Trite ignipilosa Berland, 1924 — Nuova Caledonia
- Trite lineata Simon, 1885 — Nuova Caledonia
- Trite longipalpis Marples, 1955 — Isole Samoa, Isole Tonga
- Trite longula (Thorell, 1881) — Queensland
- Trite mustilina (Powell, 1873) — Nuova Zelanda
- Trite ornata Rainbow, 1915 — Australia meridionale
- Trite parvula (Bryant, 1935) — Nuova Zelanda
- Trite pennata Simon, 1885[1] — Nuova Caledonia
- Trite planiceps Simon, 1899 — Nuova Zelanda
- Trite ponapensis Berry, Beatty & Prószynski, 1997 — Isole Caroline
- Trite rapaensis Berland, 1942 — Isola di Pasqua
- Trite urvillei (Dalmas, 1917) — Nuova Zelanda
- Trite vulpecula (Thorell, 1881) — Queensland

## Trydarssus
Trydarssus Galiano, 1995
- Trydarssus nobilitatus (Nicolet, 1849) — Cile
- Trydarssus pantherinus (Mello-Leitão, 1946)[1] — Paraguay, Argentina

## Tullgrenella
Tullgrenella Mello-Leitão, 1941
- Tullgrenella corrugata Galiano, 1981 — Brasile
- Tullgrenella didelphis (Simon, 1886) — Bolivia
- Tullgrenella gertschi Galiano, 1981 — Brasile
- Tullgrenella guayapae Galiano, 1970 — Argentina
- Tullgrenella lunata (Mello-Leitão, 1944) — Argentina
- Tullgrenella melanica (Mello-Leitão, 1941) — Argentina
- Tullgrenella morenensis (Tullgren, 1905)[1] — Argentina
- Tullgrenella musica (Mello-Leitão, 1945) — Argentina
- Tullgrenella peniaflorensis Galiano, 1970 — Cile
- Tullgrenella quadripunctata (Mello-Leitão, 1944) — Argentina, Uruguay
- Tullgrenella selenita Galiano, 1970 — Argentina
- Tullgrenella serrana Galiano, 1970 — Argentina
- Tullgrenella yungae Galiano, 1970 — Bolivia, Argentina

## Tulpius
Tulpius Peckham & Peckham, 1896
- Tulpius gauchus Bauab & Soares, 1983 — Brasile
- Tulpius hilarus Peckham & Peckham, 1896[1] — Guatemala, Panama

## Tusitala
Tusitala Peckham & Peckham, 1902
- Tusitala barbata Peckham & Peckham, 1902[1] — Africa orientale e meridionale
  - Tusitala barbata longipalpis Lessert, 1925 — Etiopia, Africa orientale
- Tusitala discibulba Caporiacco, 1941 — Etiopia
- Tusitala guineensis Berland & Millot, 1941 — Guinea
- Tusitala hirsuta Peckham & Peckham, 1902 — Zanzibar
- Tusitala lutzi Lessert, 1927 — Congo
- Tusitala lyrata (Simon, 1903) — Africa occidentale, centrale e orientale
- Tusitala proxima Wesolowska & Russell-Smith, 2000 — Tanzania
- Tusitala unica Wesolowska & Russell-Smith, 2000 — Tanzania
- Tusitala yemenica Wesolowska & van Harten, 1994 — Yemen

## Tutelina
Tutelina Simon, 1901

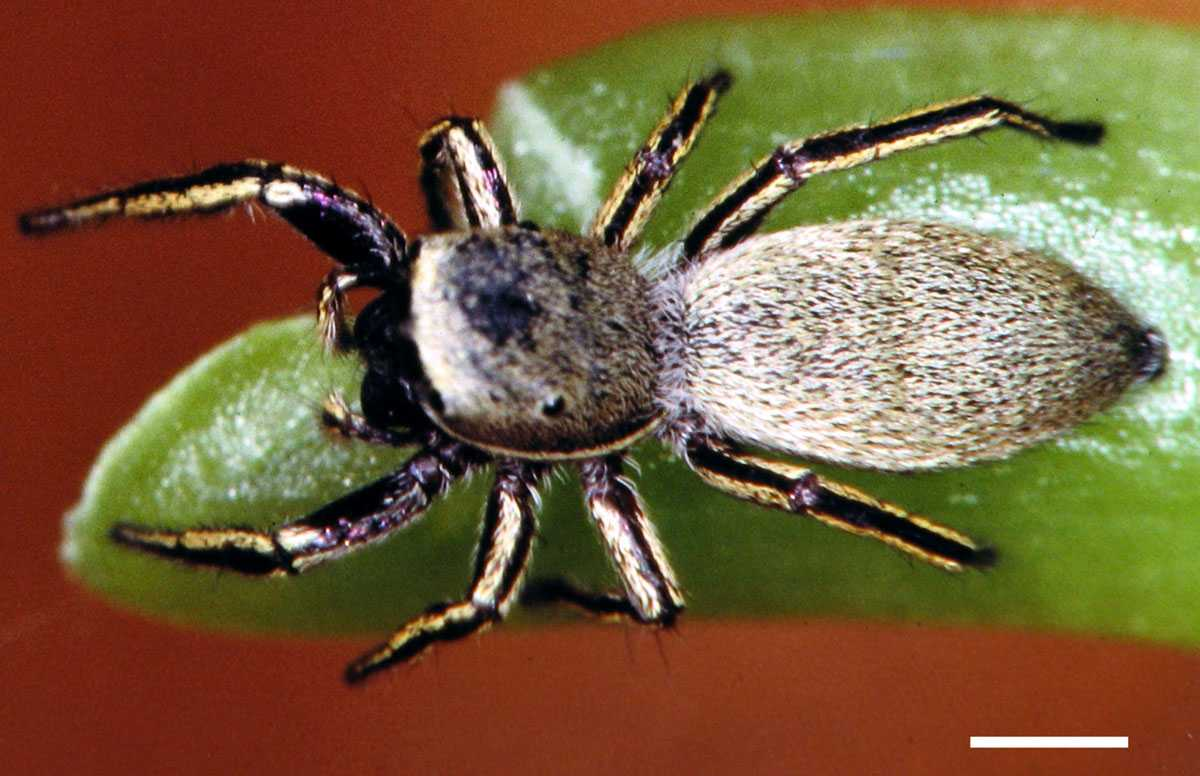
Tutelina similis, femmina

- Tutelina elegans (Hentz, 1846)[1] — USA
- Tutelina formicaria (Emerton, 1891) — USA
- Tutelina harti (Peckham, 1891)[11] — USA, Canada
- Tutelina purpurina Mello-Leitão, 1948 — Guyana
- Tutelina rosenbergi Simon, 1901 — Ecuador
- Tutelina similis (Banks, 1895) — USA, Canada

### Nomen dubium
- Tutelina iridea Caporiacco, 1954[12]

## Tuvaphantes
Tuvaphantes Logunov, 1993
- Tuvaphantes arat Logunov, 1993 — Russia
- Tuvaphantes insolitus (Logunov, 1991)[1] — Russia

## Tylogonus
Tylogonus Simon, 1902
- Tylogonus auricapillus Simon, 1902[1] — Ecuador
- Tylogonus chiriqui Galiano, 1994 — Panama
- Tylogonus miles Simon, 1903 — Venezuela
- Tylogonus parabolicus Galiano, 1985 — Colombia
- Tylogonus pichincha Galiano, 1985 — Ecuador
- Tylogonus prasinus Simon, 1902 — Brasile
- Tylogonus putumayo Galiano, 1985 — Colombia
- Tylogonus vachoni Galiano, 1960 — Brasile
- Tylogonus viridimicans (Simon, 1901) — Ecuador

## Udalmella
Udalmella Galiano, 1994
- Udalmella gamboa Galiano, 1994[1] — Panama

## Udvardya
Udvardya Prószynski, 1992

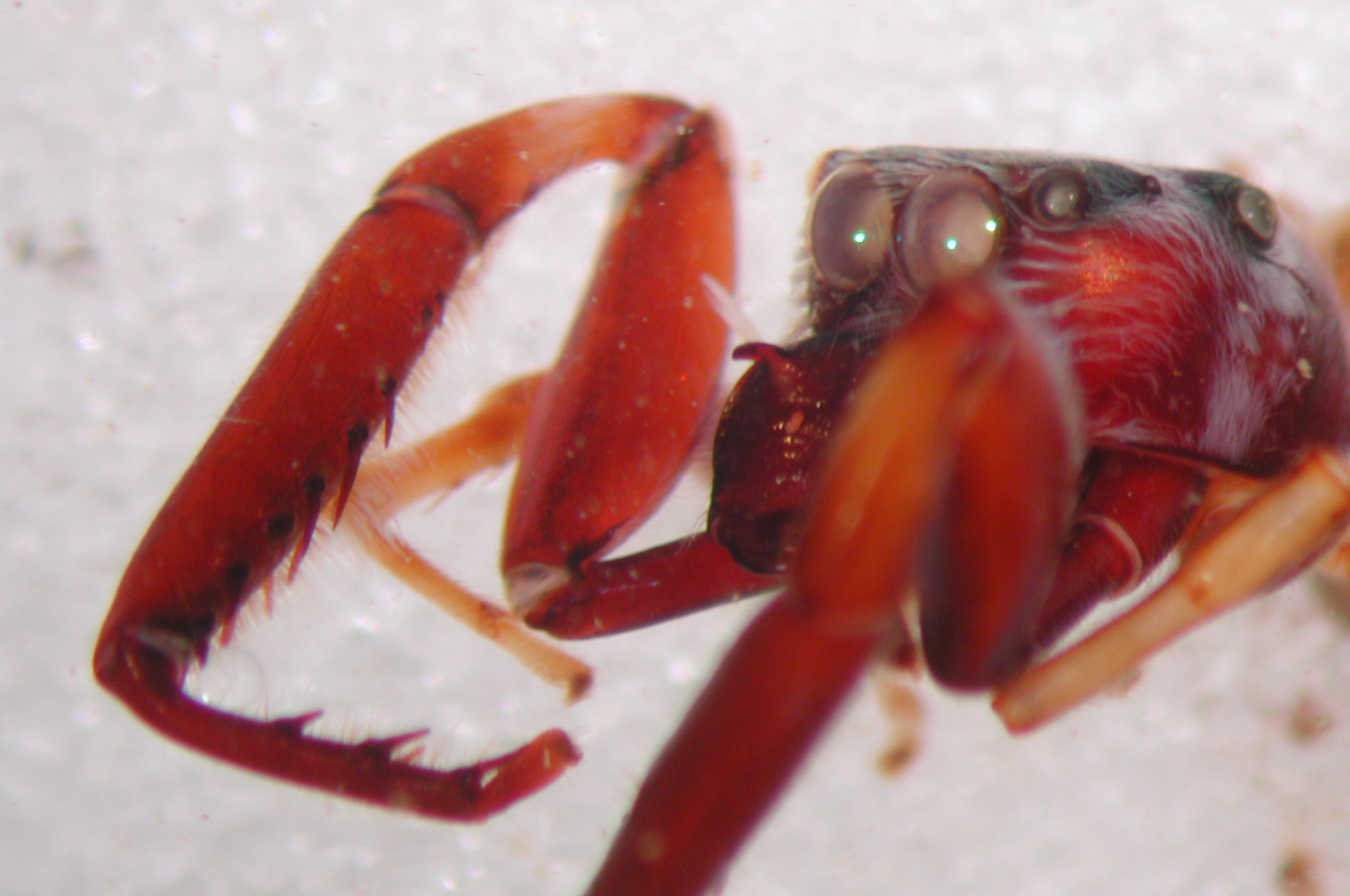
Udvardya elegans

- Udvardya elegans (Szombathy, 1915)[1] — Nuova Guinea

## Ugandinella
Ugandinella Wesolowska, 2006
- Ugandinella formicula Wesolowska, 2006 — Uganda

## Uluella
Uluella Chickering, 1946
- Uluella formosa Chickering, 1946[1] — Panama

## Uroballus
Uroballus Simon, 1902
- Uroballus henicurus Simon, 1902 — Sri Lanka
- Uroballus octovittatus Simon, 1902[1] — Sri Lanka
- Uroballus peckhami Zabka, 1985 — Vietnam

## Urogelides
Urogelides Zabka, 2009
- Urogelides daviesae Zabka, 2009[1] — Australia (Queensland)

## Uxuma
Uxuma Simon, 1902
- Uxuma impudica Simon, 1902[1] — Gabon

## Vailimia
Vailimia Kammerer, 2006
- Vailimia masinei (Peckham & Peckham, 1907)[1] — Borneo

## Vatovia
Vatovia Caporiacco, 1940
- Vatovia albosignata Caporiacco, 1940[1] — Etiopia

## Veissella
Veissella Wanless, 1984
- Veissella durbani (Peckham & Peckham, 1903)[1] — Sudafrica
- Veissella milloti Logunov & Azarkina, 2008 — Isole Comore

## Viciria
Viciria Thorell, 1877

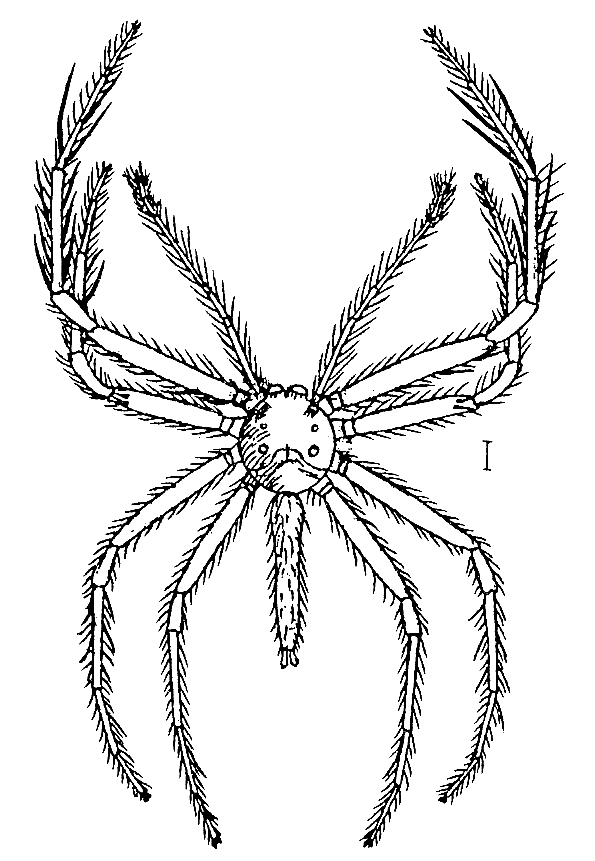
Viciria praemandibularis, maschio, disegno anatomico

Viciria praemandibularis, maschio, disegno anatomico, vista laterale

Viciria praemandibularis, maschio, disegno anatomico, vista frontale

1. Viciria alba Peckham & Peckham, 1903 — Africa meridionale
2. Viciria albocincta Thorell, 1899 — Camerun, Gabon
3. Viciria albolimbata Simon, 1885 — Sumatra
4. Viciria arrogans Peckham & Peckham, 1907 — Borneo
5. Viciria besanconi Berland & Millot, 1941 — Guinea
6. Viciria chabanaudi Fage, 1923 — Africa occidentale
7. Viciria chrysophaea Simon, 1903 — Gabon
8. Viciria concolor Peckham & Peckham, 1907 — Borneo
9. Viciria detrita Strand, 1922 — Sumatra
10. Viciria diademata Simon, 1902 — India
11. Viciria diatreta Simon, 1902 — India
12. Viciria epileuca Simon, 1903 — Gabon
13. Viciria equestris Simon, 1903 — Gabon
  - Viciria equestris pallida Berland & Millot, 1941 — Costa d'Avorio
14. Viciria flavipes Peckham & Peckham, 1903 — Sudafrica
15. Viciria flavolimbata Simon, 1910 — Guinea-Bissau
16. Viciria fuscimana Simon, 1903 — Africa occidentale
17. Viciria longiuscula Thorell, 1899 — Camerun
18. Viciria lucida Peckham & Peckham, 1907 — Borneo
19. Viciria minima Reimoser, 1934 — India
20. Viciria miranda Peckham & Peckham, 1907 — Borneo
21. Viciria moesta Peckham & Peckham, 1907 — Borneo
22. Viciria mondoni Berland & Millot, 1941 — Costa d'Avorio
23. Viciria monodi Berland & Millot, 1941 — Costa d'Avorio
24. Viciria niveimana Simon, 1902 — Africa occidentale
25. Viciria ocellata (Thorell, 1899) — Africa occidentale, Bioko (Golfo di Guinea)
26. Viciria pallens Thorell, 1877 — Celebes
27. Viciria paludosa Peckham & Peckham, 1907 — Borneo
28. Viciria pavesii Thorell, 1877[1] — Celebes
29. Viciria peckhamorum Lessert, 1927 — Guinea, Congo
30. Viciria petulans Peckham & Peckham, 1907 — Borneo
31. Viciria polysticta Simon, 1902 — Sri Lanka
32. Viciria praemandibularis (Hasselt, 1893) — da Singapore a Celebes
33. Viciria prenanti Berland & Millot, 1941 — Costa d'Avorio
34. Viciria rhinoceros Hasselt, 1894 — Celebes
35. Viciria scintillans Simon, 1910 — Africa occidentale
36. Viciria semicoccinea Simon, 1902 — Giava
37. Viciria tergina Simon, 1903 — Guinea Equatoriale
38. Viciria thoracica Thorell, 1899 — Camerun

## Vinnius
Vinnius Simon, 1902
- Vinnius buzius Braul & Lise, 2002 — Brasile
- Vinnius camacan Braul & Lise, 2002 — Brasile
- Vinnius subfasciatus (C. L. Koch, 1846)[1] — Brasile
- Vinnius uncatus Simon, 1902 — Brasile, Argentina

## Viroqua
Viroqua Peckham & Peckham, 1901
- Viroqua ultima (L. Koch, 1881)[1] — Australia

## Wallaba
Wallaba Mello-Leitão, 1940
- Wallaba albopalpis (Peckham & Peckham, 1901) — Giamaica
- Wallaba decora Bryant, 1943 — Hispaniola
- Wallaba metallica Mello-Leitão, 1940[1] — Guyana

## Wanlessia
Wanlessia Wijesinghe, 1992
- Wanlessia denticulata Peng, Tso & Li, 2002 — Taiwan
- Wanlessia sedgwicki Wijesinghe, 1992[1] — Borneo

## Wedoquella
Wedoquella Galiano, 1984
- Wedoquella denticulata Galiano, 1984[1] — Argentina
- Wedoquella macrothecata Galiano, 1984 — Argentina
- Wedoquella punctata (Tullgren, 1905) — Bolivia, Paraguay, Argentina

## Wesolowskana
Wesolowskana Koçak & Kemal, 2008
- Wesolowskana lymphatica (Wesolowska, 1989)[1] - isole Capo Verde
- Wesolowskana marginella (Simon, 1883) - isole Capo Verde

## Xenocytaea
Xenocytaea Berry, Beatty & Prószynski, 1998
- Xenocytaea anomala Berry, Beatty & Prószynski, 1998 — Isole Caroline
- Xenocytaea daviesae Berry, Beatty & Prószynski, 1998 — Isole Figi
- Xenocytaea maddisoni Berry, Beatty & Prószynski, 1998 — Isole Figi
- Xenocytaea triramosa Berry, Beatty & Prószynski, 1998[1] — Isole Figi
- Xenocytaea zabkai Berry, Beatty & Prószynski, 1998 — Isole Figi

## Xuriella
Xuriella Wesolowska & Russell-Smith, 2000
- Xuriella marmorea Wesolowska & van Harten, 2007 — Yemen
- Xuriella prima Wesolowska & Russell-Smith, 2000[1] — Tanzania, Zimbabwe

## Yacuitella
Yacuitella Galiano, 1999
- Yacuitella nana Galiano, 1999[1] — Argentina

## Yaginumaella
Yaginumaella Prószynski, 1979
1. Yaginumaella badongensis Song & Chai, 1992 — Cina
2. Yaginumaella bhutanica Zabka, 1981 — Bhutan
3. Yaginumaella bilaguncula Xie & Peng, 1995 — Cina
4. Yaginumaella bulbosa Peng, Tang & Li, 2008 — Cina
5. Yaginumaella cambridgei Zabka, 1981 — Bhutan
6. Yaginumaella falcata Zhu, Zhang, Zhang & Chen, 2005 — Cina
7. Yaginumaella flexa Song & Chai, 1992 — Cina
8. Yaginumaella gogonaica Zabka, 1981 — Bhutan
9. Yaginumaella helvetorum Zabka, 1981 — Bhutan
10. Yaginumaella hybrida Zabka, 1981 — Bhutan
11. Yaginumaella hyogoensis Bohdanowicz & Prószynski, 1987 — Giappone
12. Yaginumaella incognita Zabka, 1981 — Bhutan
13. Yaginumaella intermedia Zabka, 1981 — Bhutan
14. Yaginumaella lobata Peng, Tso & Li, 2002 — Taiwan
15. Yaginumaella longnanensis Yang, Tang & Kim, 1997 — Cina
16. Yaginumaella lushiensis Zhang & Zhu, 2007 — Cina
17. Yaginumaella medvedevi Prószynski, 1979 — Russia, Cina, Corea
18. Yaginumaella montana Zabka, 1981 — Cina, Bhutan
19. Yaginumaella nanyuensis Xie & Peng, 1995 — Cina
20. Yaginumaella nepalica Zabka, 1980 — Cina, Nepal
21. Yaginumaella nobilis Zabka, 1981 — Bhutan
22. Yaginumaella nova Zabka, 1981 — Bhutan
23. Yaginumaella orientalis Zabka, 1981 — Bhutan
24. Yaginumaella originalis Zabka, 1981 — Birmania
25. Yaginumaella pilosa Zabka, 1981 — Bhutan
26. Yaginumaella senchalensis Prószynski, 1992 — India
27. Yaginumaella silvatica Zabka, 1981 — Bhutan
28. Yaginumaella simoni Zabka, 1981 — Bhutan
29. Yaginumaella stemmleri Zabka, 1981 — Bhutan
30. Yaginumaella strandi Zabka, 1981 — Bhutan
31. Yaginumaella striatipes (Grube, 1861)[1] — Russia, Giappone
32. Yaginumaella supina Zabka, 1981 — Bhutan
33. Yaginumaella tenella Zabka, 1981 — Bhutan
34. Yaginumaella tenzingi Zabka, 1980 — Nepal
35. Yaginumaella thakkholaica Zabka, 1980 — Cina, Nepal
36. Yaginumaella thimphuica Zabka, 1981 — Bhutan
37. Yaginumaella urbanii Zabka, 1981 — Bhutan
38. Yaginumaella variformis Song & Chai, 1992 — Cina
39. Yaginumaella versicolor Zabka, 1981 — Bhutan
40. Yaginumaella wangdica Zabka, 1981 — Bhutan
41. Yaginumaella wuermli Zabka, 1981 — Bhutan, Cina

## Yaginumanis
Yaginumanis Wanless, 1984
- Yaginumanis cheni Peng & Li, 2002 — Cina
- Yaginumanis sexdentatus (Yaginuma, 1967)[1] — Giappone
- Yaginumanis wanlessi Zhang & Li, 2005 — Cina

## Yamangalea
Yamangalea Maddison, 2009
- Yamangalea frewana Maddison, 2009[1] — Nuova Guinea

## Yepoella
Yepoella Galiano, 1970
- Yepoella crassistylis Galiano, 1970[1]  — Argentina

## Yllenus
Yllenus Simon, 1868
1. Yllenus albifrons (Lucas, 1846) — Africa settentrionale, Vicino Oriente
2. Yllenus albocinctus (Kroneberg, 1875) — dalla Turchia alla Cina
3. Yllenus algarvensis Logunov & Marusik, 2003 — Portogallo
4. Yllenus aralicus Logunov & Marusik, 2003 — Azerbaigian, Turkmenistan
5. Yllenus arenarius Menge, 1868[1] — Europa centrale e orientale
6. Yllenus auriceps (Denis, 1966) — Libia
7. Yllenus auspex (O. P.-Cambridge, 1885) — Mongolia, Cina
8. Yllenus bactrianus Andreeva, 1976 — Tagikistan
9. Yllenus bajan Prószynski, 1968 — Mongolia, Cina
10. Yllenus bakanas Logunov & Marusik, 2003 — Kazakistan
11. Yllenus baltistanus Caporiacco, 1935 — India
12. Yllenus bator Prószynski, 1968 — Mongolia, Cina
13. Yllenus bucharensis Logunov & Marusik, 2003 — Uzbekistan
14. Yllenus caspicus Ponomarev, 1978 — Russia, Azerbaigian, Turkmenistan
15. Yllenus charynensis Logunov & Marusik, 2003 — Kazakistan
16. Yllenus coreanus Prószynski, 1968 — Russia, Asia centrale, Corea, Mongolia
17. Yllenus dalaensis Logunov & Marusik, 2003 — Kazakistan
18. Yllenus desertus Wesolowska, 1991 — Mongolia
19. Yllenus dunini Logunov & Marusik, 2003 — Azerbaigian, Kazakistan
20. Yllenus erzinensis Logunov & Marusik, 2003 — Russia, Mongolia
21. Yllenus flavociliatus Simon, 1895 — Russia, Asia centrale, Mongolia, Cina
22. Yllenus gajdosi Logunov & Marusik, 2000 — Mongolia
23. Yllenus gavdos Logunov & Marusik, 2003 — Isole Canarie, Spagna, Creta
24. Yllenus gregoryi Logunov, 2010 — India
25. Yllenus guseinovi Logunov & Marusik, 2003 — Azerbaigian, Kazakistan, Turkmenistan
26. Yllenus halugim Logunov & Marusik, 2003 — Israele
27. Yllenus hamifer Simon, 1895 — Mongolia
28. Yllenus horvathi Chyzer, 1891 — Ungheria, Bulgaria, Romania, Ucraina
29. Yllenus improcerus Wesolowska & van Harten, 1994 — Yemen
30. Yllenus kalkamanicus Logunov & Marusik, 2000 — Kazakistan, Cina
31. Yllenus karakumensis Logunov & Marusik, 2003 — Turkmenistan
32. Yllenus karnai Logunov & Marusik, 2003 — India
33. Yllenus knappi Wesolowska & van Harten, 1994 — Sudan, Yemen
34. Yllenus kononenkoi Logunov & Marusik, 2003 — Kirghizistan
35. Yllenus kotchevnik Logunov & Marusik, 2003 — Turkmenistan
36. Yllenus kulczynskii Punda, 1975 — Mongolia
37. Yllenus logunovi Wesolowska & van Harten, 2010 — Emirati Arabi Uniti
38. Yllenus lyachovi Logunov & Marusik, 2000 — Kazakistan
39. Yllenus maoniuensis (Liu, Wang & Peng, 1991) — Cina
40. Yllenus marusiki Logunov, 1993 — Mongolia
41. Yllenus mirabilis Logunov & Marusik, 2003 — Uzbekistan, Turkmenistan
42. Yllenus mirandus Wesolowska, 1996 — Turkmenistan
43. Yllenus mongolicus Prószynski, 1968 — Russia, Asia centrale, Mongolia
44. Yllenus murgabicus Logunov & Marusik, 2003 — Tagikistan
45. Yllenus namulinensis Hu, 2001 — Cina
46. Yllenus nigritarsis Logunov & Marusik, 2003 — Turkmenistan
47. Yllenus nurataus Logunov & Marusik, 2003 — Uzbekistan
48. Yllenus pamiricus Logunov & Marusik, 2003 — Tagikistan
49. Yllenus pavlenkoae Logunov & Marusik, 2003 — Kazakistan
50. Yllenus pseudobajan Logunov & Marusik, 2003 — Cina
51. Yllenus pseudovalidus Logunov & Marusik, 2003 — Kazakistan, Turkmenistan
52. Yllenus ranunculus Thorell, 1875 — Algeria
53. Yllenus robustior Prószynski, 1968 — Cina
54. Yllenus rotundiorificus Logunov & Marusik, 2000 — Mongolia
55. Yllenus saliens O. P.-Cambridge, 1876 — Africa settentrionale, Arabia Saudita, Yemen
56. Yllenus salsicola (Simon, 1937) — dalla Francia ad Israele
57. Yllenus shakhsenem Logunov & Marusik, 2003 — Turkmenistan
58. Yllenus squamifer (Simon, 1881) — Portogallo, Spagna
59. Yllenus tamdybulak Logunov & Marusik, 2003 — Uzbekistan
60. Yllenus tschoni (Caporiacco, 1936) — Libia, Egitto, Israele
61. Yllenus turkestanicus Logunov & Marusik, 2003 — Asia centrale
62. Yllenus tuvinicus Logunov & Marusik, 2000 — Russia
63. Yllenus uiguricus Logunov & Marusik, 2003 — Kazakistan
64. Yllenus univittatus (Simon, 1871) — Francia, probabilmente Turkmenistan
65. Yllenus uzbekistanicus Logunov & Marusik, 2003 — Uzbekistan, Turkmenistan
66. Yllenus validus (Simon, 1889) — dall'Asia centrale alla Mongolia
67. Yllenus vittatus Thorell, 1875 — dall'Europa orientale al Kazakistan
68. Yllenus zaraensis Logunov, 2009 — Turchia
69. Yllenus zhilgaensis Logunov & Marusik, 2003 — Kazakistan
70. Yllenus zyuzini Logunov & Marusik, 2003 — Kazakistan, Turkmenistan

### Specie trasferite
- Yllenus skalanicus (Dobroruka, 2002)[13].

## Yogetor
Yogetor Wesolowska & Russell-Smith, 2000
- Yogetor bellus Wesolowska & Russell-Smith, 2000[1] — Tanzania
- Yogetor spiralis Wesolowska & Tomasiewicz, 2008 — Etiopia

## Zebraplatys
Zebraplatys Zabka, 1992
- Zebraplatys bulbus Peng, Tso & Li, 2002 — Taiwan
- Zebraplatys fractivittata (Simon, 1909)[1] — Australia occidentale
- Zebraplatys harveyi Zabka, 1992 — dall'Australia meridionale al Nuovo Galles del Sud
- Zebraplatys keyserlingi Zabka, 1992 — Australia occidentale
- Zebraplatys quinquecingulata (Simon, 1909) — Australia occidentale

## Zenodorus
Zenodorus Peckham & Peckham, 1886
- Zenodorus albertisi (Thorell, 1881) — dall'Arcipelago delle Molucche al Queensland
- Zenodorus arcipluvii (Peckham & Peckham, 1901) — Nuove Ebridi, Australia
- Zenodorus asper (Karsch, 1878) — Nuovo Galles del Sud, Nuova Caledonia
- Zenodorus danae Hogg, 1915 — Nuova Guinea
- Zenodorus durvillei (Walckenaer, 1837)[1] — Nuova Guinea, Australia
- Zenodorus formosus (Rainbow, 1899) — Isole Salomone
- Zenodorus jucundus (Rainbow, 1912) — Queensland
- Zenodorus juliae (Thorell, 1881) — Nuova Guinea
- Zenodorus lepidus (Guérin, 1834) — Nuova Guinea
- Zenodorus marginatus (Simon, 1902) — Queensland
- Zenodorus metallescens (L. Koch, 1879) — Queensland, Nuova Guinea
- Zenodorus microphthalmus (L. Koch, 1881) — Isole del Pacifico
- Zenodorus niger (Karsch, 1878) — Nuovo Galles del Sud
- Zenodorus obscurofemoratus (Keyserling, 1883) — Nuovo Galles del Sud
- Zenodorus orbiculatus (Keyserling, 1881) — Queensland, Nuovo Galles del Sud
- Zenodorus ponapensis Berry, Beatty & Prószynski, 1996 — Isole Caroline
- Zenodorus pupulus (Thorell, 1881) — Queensland
- Zenodorus pusillus (Strand, 1913) — Isole Samoa, Tahiti
- Zenodorus rhodopae Hogg, 1915 — Nuova Guinea
- Zenodorus syrinx Hogg, 1915 — Nuova Guinea
- Zenodorus variatus Pocock, 1899 — Isole Salomone
- Zenodorus varicans (Thorell, 1881) — Queensland
- Zenodorus wangillus Strand, 1911 — Isole Aru

## Zeuxippus
Zeuxippus Thorell, 1891
- Zeuxippus atellanus Thorell, 1895 — Birmania
- Zeuxippus histrio Thorell, 1891[1] — India
- Zeuxippus pallidus Thorell, 1895 — Bangladesh, Birmania, Cina, Vietnam
- Zeuxippus yunnanensis Peng & Xie, 1995 — Cina

## Zulunigma
Zulunigma Wesolowska & Haddad, 2009
- Zulunigma incognita (Wesolowska & Haddad, 2009)[1] — Sudafrica

## Zuniga
Zuniga Peckham & Peckham, 1892
- Zuniga laeta (Peckham & Peckham, 1892)[1] — Brasile
- Zuniga magna Peckham & Peckham, 1892 — da Panama al Brasile

## Zygoballus
Zygoballus Peckham & Peckham, 1885

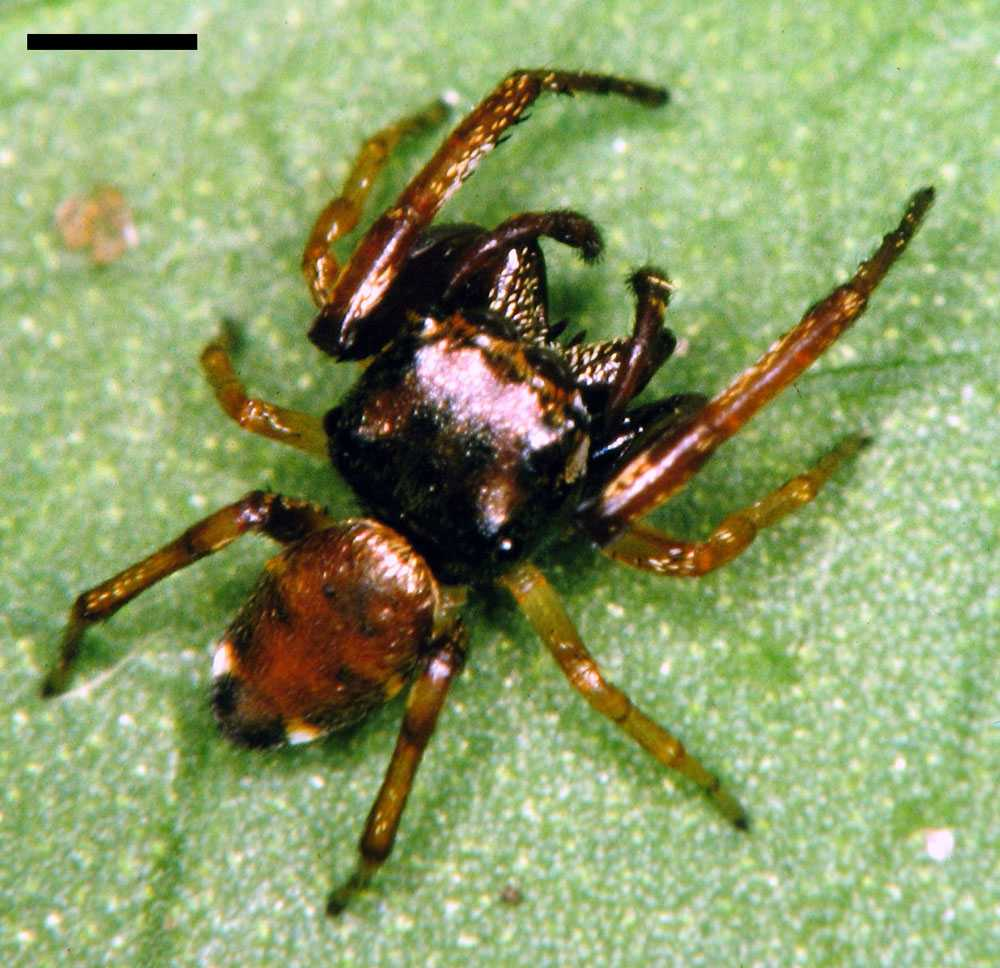
Zygoballus rufipes, maschio

- Zygoballus amrishi Makhan, 2005 — Suriname
- Zygoballus aschnae Makhan, 2005 — Suriname
- Zygoballus citri Sadana, 1991 — India
- Zygoballus concolor Bryant, 1940 — Cuba
- Zygoballus electus Chickering, 1946 — Panama
- Zygoballus gracilipes Crane, 1945 — Guyana
- Zygoballus incertus (Banks, 1929) — Panama
- Zygoballus iridescens Banks, 1895 — USA
- Zygoballus lineatus (Mello-Leitão, 1944) — Argentina
- Zygoballus maculatipes Petrunkevitch, 1925 — Panamá
- Zygoballus maculatus F. O. P.-Cambridge, 1901 — Guatemala

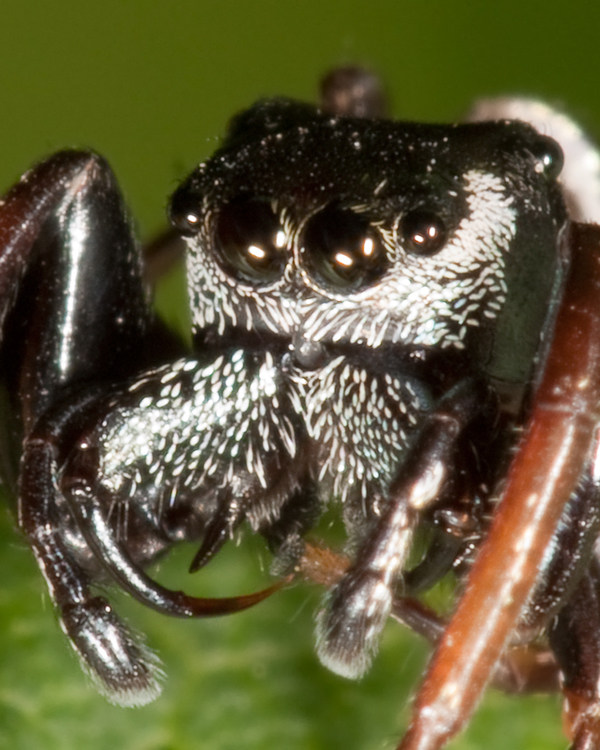
Zygoballus sexpunctatus, cheliceri

- Zygoballus melloleitaoi Galiano, 1980 — Argentina
- Zygoballus minutus Peckham & Peckham, 1896 — Guatemala
- Zygoballus narmadaensis Tikader, 1975 — India
- Zygoballus nervosus (Peckham & Peckham, 1888) — USA
- Zygoballus optatus Chickering, 1946 — Panama
- Zygoballus pashanensis Tikader, 1975 — India
- Zygoballus remotus Peckham & Peckham, 1896 — Guatemala
- Zygoballus rishwani Makhan, 2005 — Suriname
- Zygoballus rufipes Peckham & Peckham, 1885[1] — dagli USA a Panama
- Zygoballus sexpunctatus (Hentz, 1845) — USA
- Zygoballus suavis Peckham & Peckham, 1895 — Giamaica
- Zygoballus tibialis F. O. P.-Cambridge, 1901 — dal Guatemala a Panama